# Draner
Pour les articles homonymes, voir Jules Renard (homonymie) et Renard (homonymie).
Draner, né Jules Renard, le 12 novembre 1833 à Liège (Belgique) et mort le 30 août 1926 à Paris 9e, est un peintre, dessinateur et caricaturiste belge.

## Biographie
Jules Joseph Georges Renard naît le 12 novembre 1833 à Liège.
Sa famille est aisée, son père possède une imprimerie. Il montre très jeune des dispositions pour le dessin. Il est employé tout jeune dans une librairie appartenant à sa famille. 
Il trouve un emploi dans la société des Zincs de la Vieille Montagne et en même temps fournit des dessins et caricatures à des journaux locaux dont Uylenspiegel fondé par Félicien Rops. Il utilise l'anagramme inversé de Renard comme nom d'artiste. De 1852 à 1861, il fait à Liège des centaines de dessins au crayon Conté.
En 1861, il est muté à Paris où il collabore avec de nombreux journaux illustrés parisiens : Le Charivari, L’Éclipse, Paris-Comique, L'Illustration, Le Monde Illustré et le Journal pour rire,. C’est Draner qui permet à Mars, un compatriote, de publier ses premiers dessins en 1872. En 1879, il succède à Cham au Charivari pour le dessin de l'anecdote parisienne sous le pseudonyme de Paf. Henriot lui succéda. Selon Guy Vandeloise : « Ce qui frappe, avant tout, dans ces centaines d’illustrations que Jules Renard fit pour ses nombreux journaux, c'est la facilité d’invention, la fantaisie sans cesse renouvelée qui rend compte des menus faits de la vie par petits carrés de dessins. »
Il réalise aussi des costumes de théâtre notamment pour les opéra-bouffes de Jacques Offenbach. Le fonds Draner de la BnF est constitué de dessins de costumes comiques des théâtres de Paris du XIXe siècle.
Spécialisé dans la caricature de militaires, il illustre de nombreux livres et notamment sur le siège de Paris. Il est surtout connu pour sa série de 136 lithographies coloriées de caricatures de militaires Types militaires : Galerie militaire de toutes les nations.
Il meurt le 30 août 1926 à Paris Paris 9e à l'âge de 92 ans,.
Il a légué à l'université de Liège un fonds de dessins.

## Œuvres

### Publications
- Maxime Aubray, L’Album de la Colonelle, Paris, E. Dentu,
- Maxime Aubray, Joyeuses histoires du mess et de la chambrée Le 145e régiment À la librairie illustrée
- Pierre Véron, L'Art de vivre cent ans, Paris, E. Dentu, 1884
- Charles Leroy, Les Fredaines du commandant Vermoulu, Ernest Kolb
- Adrien Huart, La Nouvelle Vie militaire, Paris, Librairie illustrée
- Souvenirs du Siège de Paris : Les défenseurs de la Capitale, Les Soldats de la République. L'armée Française en Campagne Aux bureaux de l'Eclipse Paris vers 1870.
- Types militaires : Galerie militaire de toutes les nations, Paris, Imprimerie Lemercier et Cie, 1862-1871
- Types militaires, réédition, C. Hérissey, Janzé, Ille-et-Vilaine, octobre 2007  (ISBN 978-2-914417-32-7)
- Souvenirs de l’Exposition de 1867 : types pris sur nature par Draner Dusacq et Cie.

### Costumes

#### La Belle Hélène (1864 et 1876)

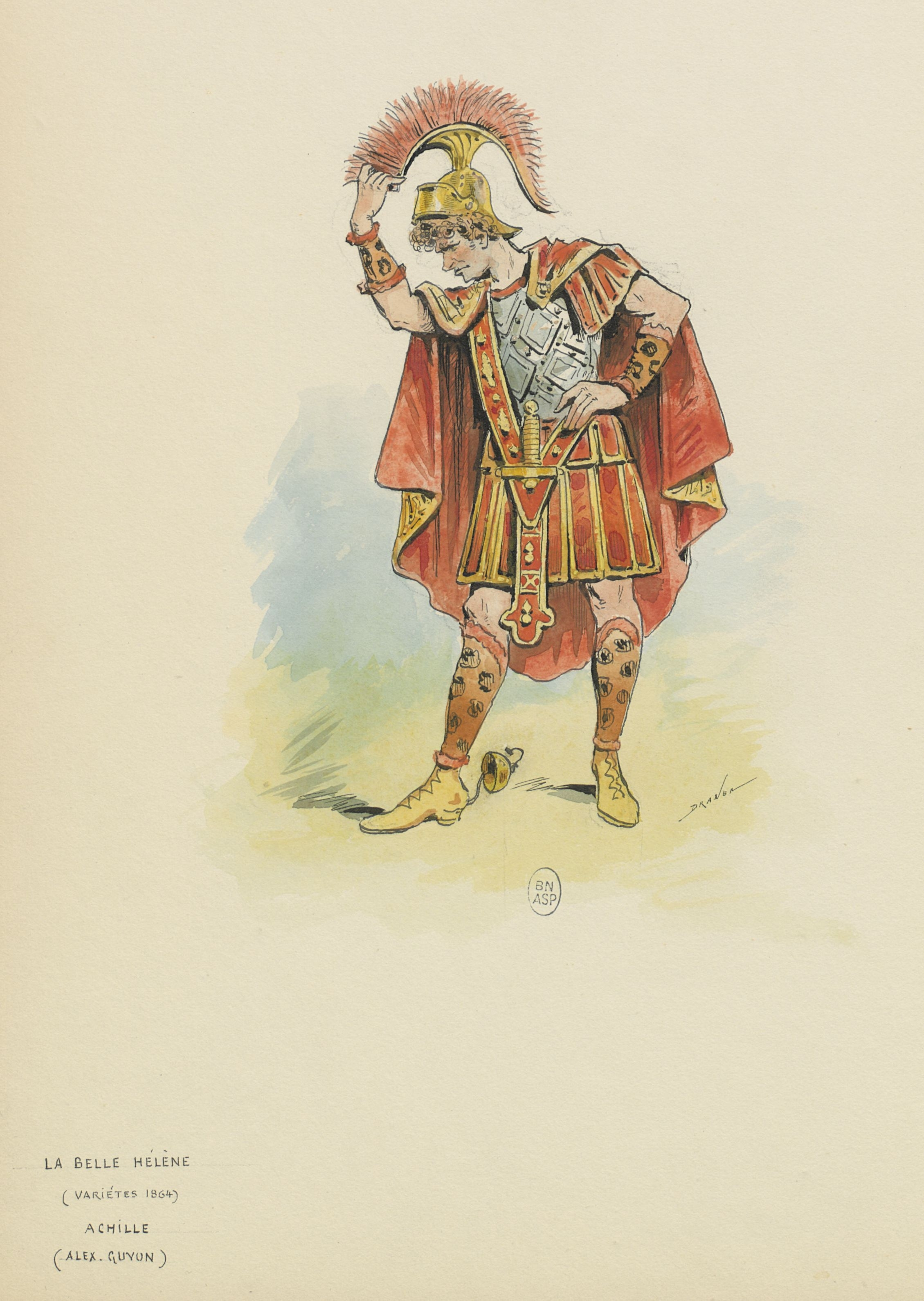
Costume d'Achille pour La Belle Hélène de Jacques Offenbach (1864)
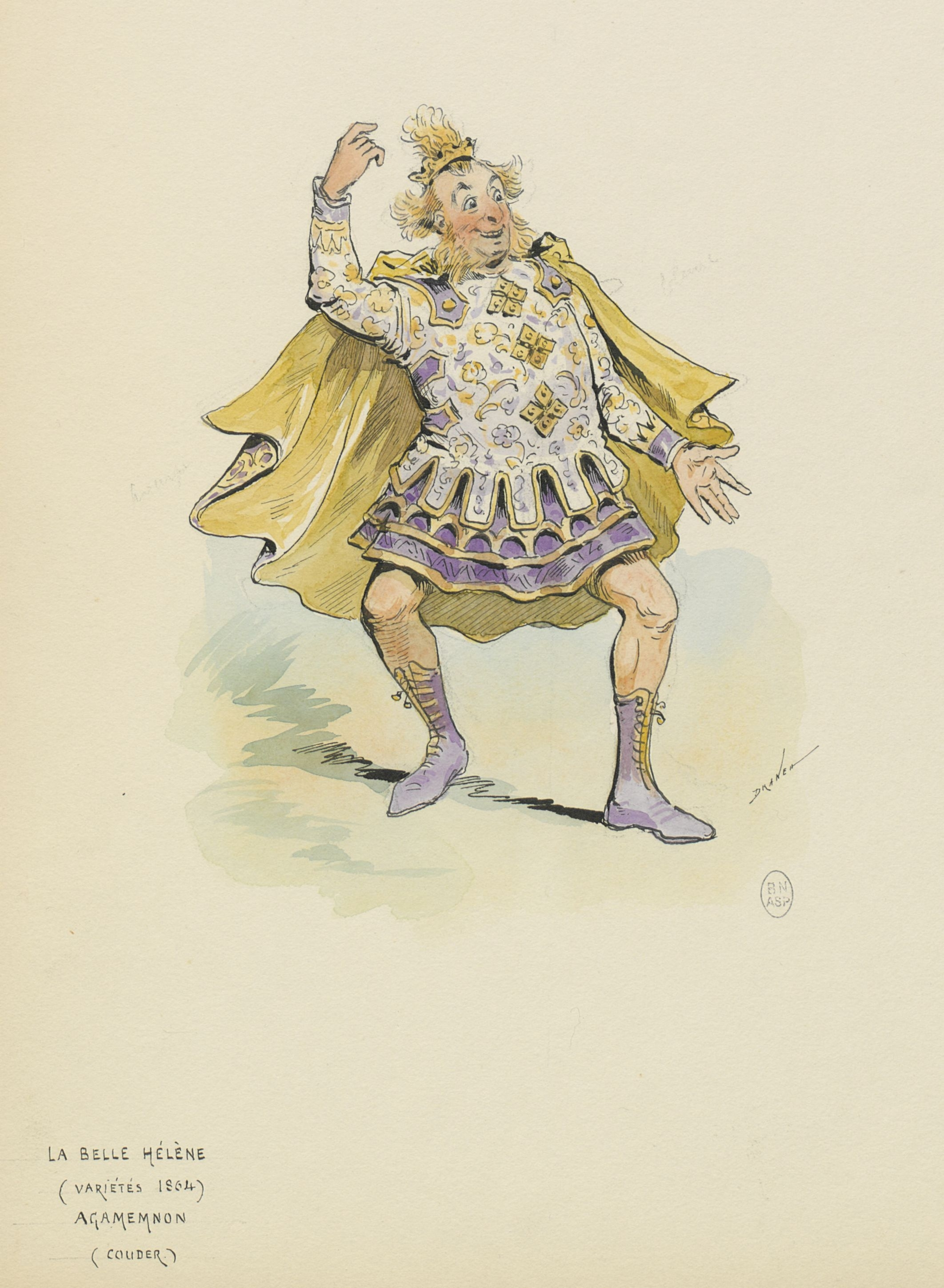
Costume d'Agamemnon pour La Belle Hélène de Jacques Offenbach (1864)
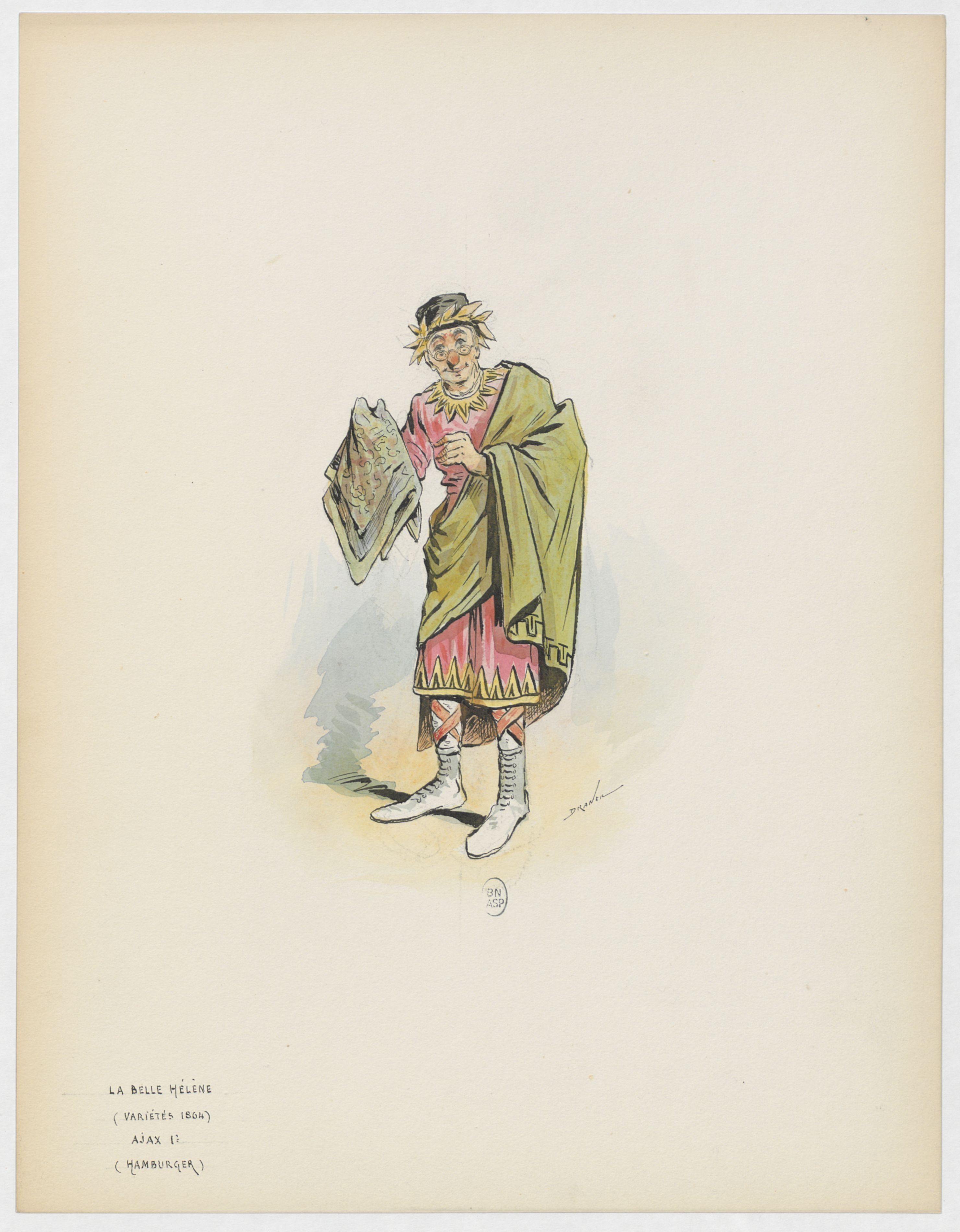
Costume d'Ajax Ier pour La Belle Hélène de Jacques Offenbach (1864)
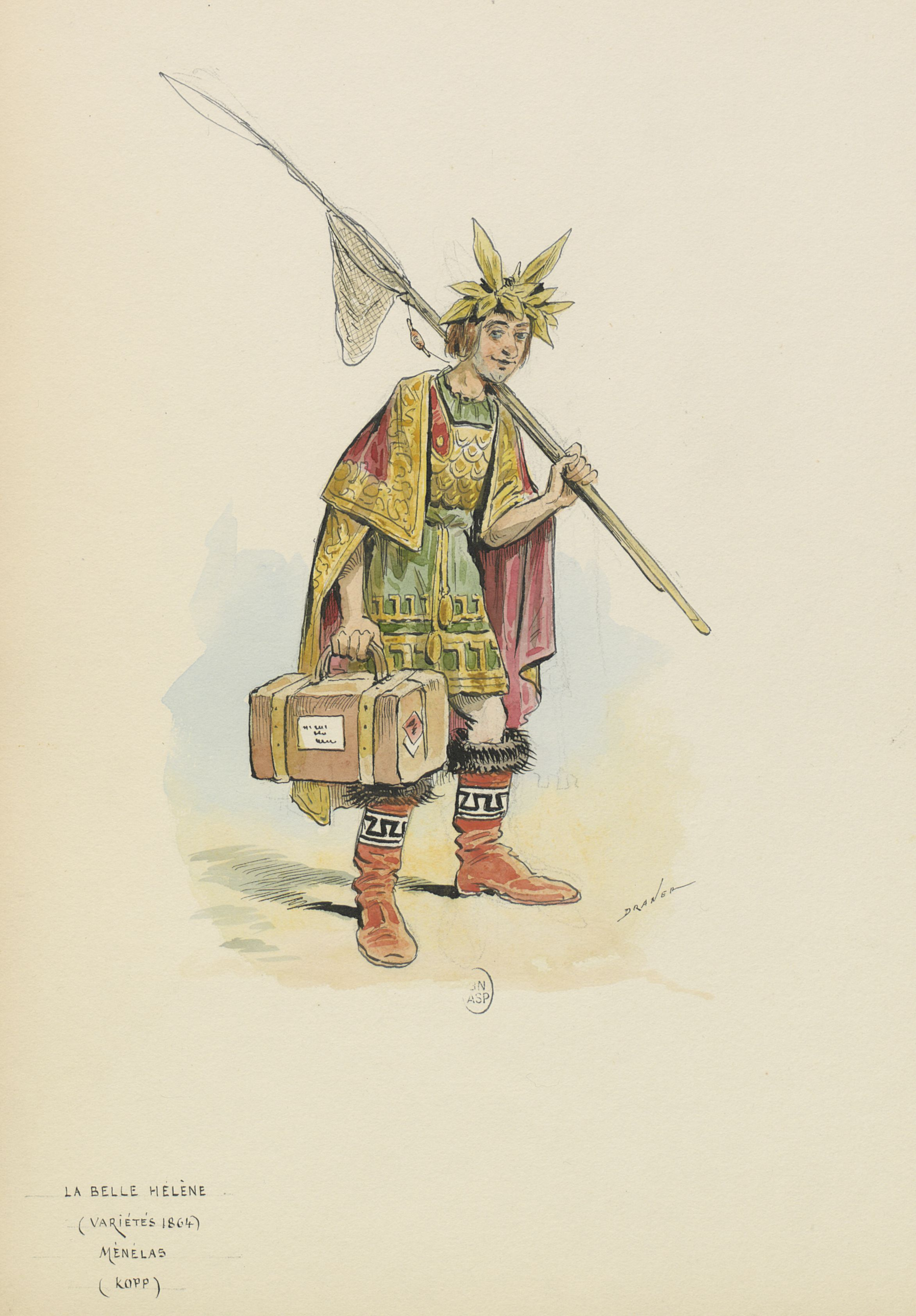
Costume de Ménélas pour La Belle Hélène de Jacques Offenbach (1864)
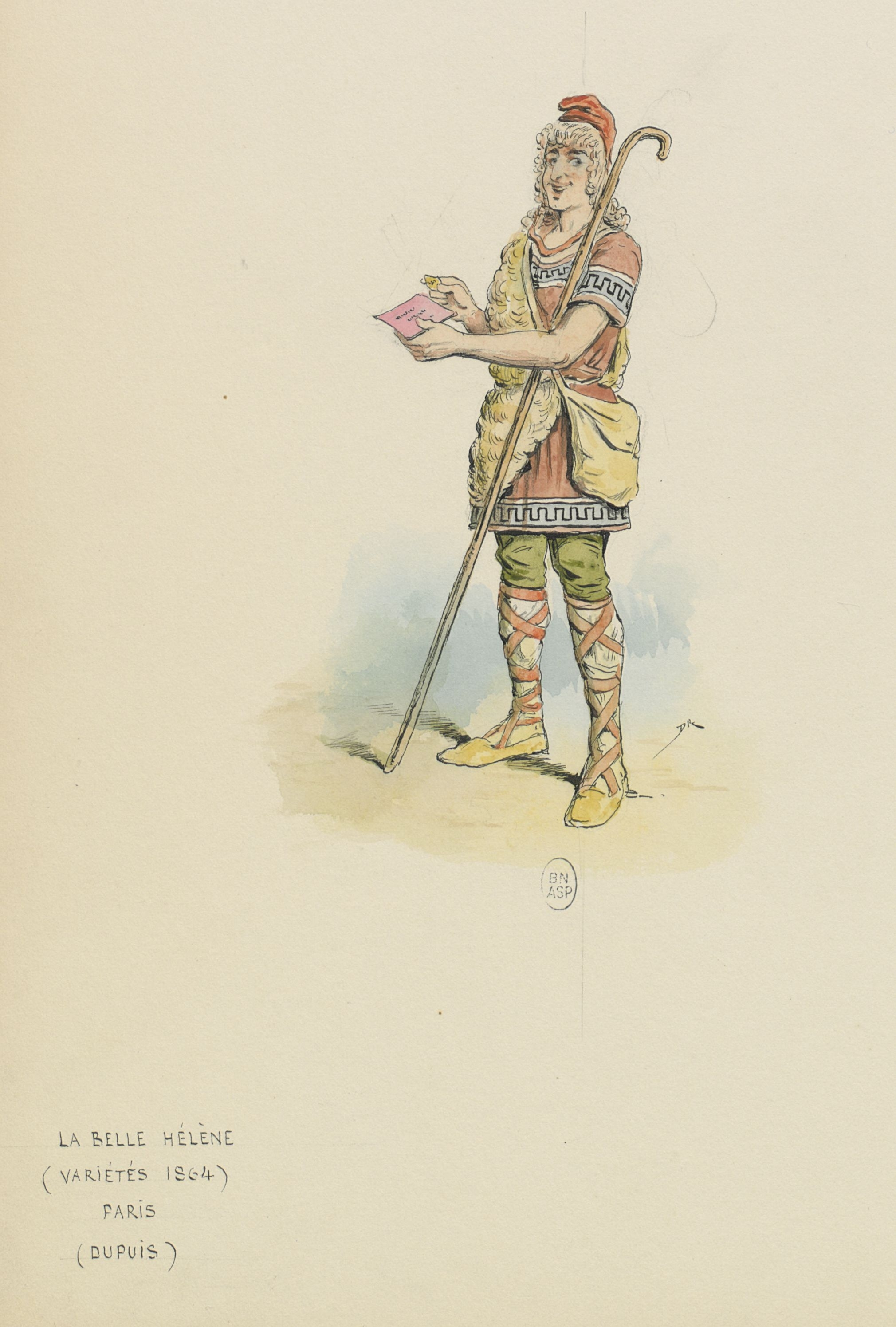
Costume de Pâris pour La Belle Hélène de Jacques Offenbach (1864)
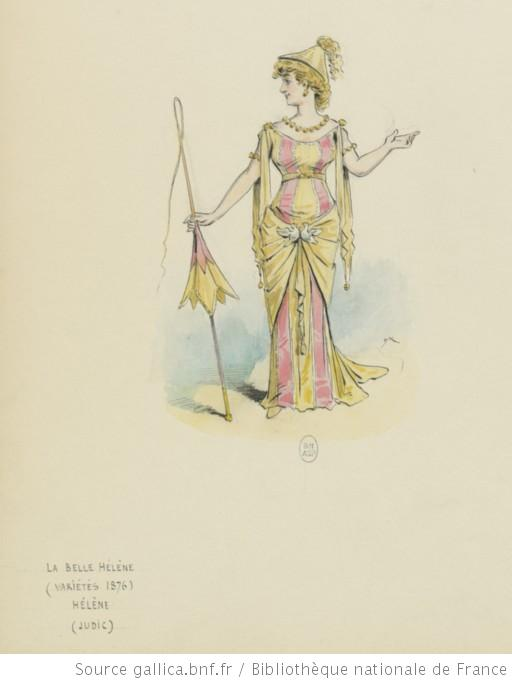
Costume d'Hélène pour la reprise de La Belle Hélène de Jacques Offenbach (1876)

#### La Vie parisienne (1866)

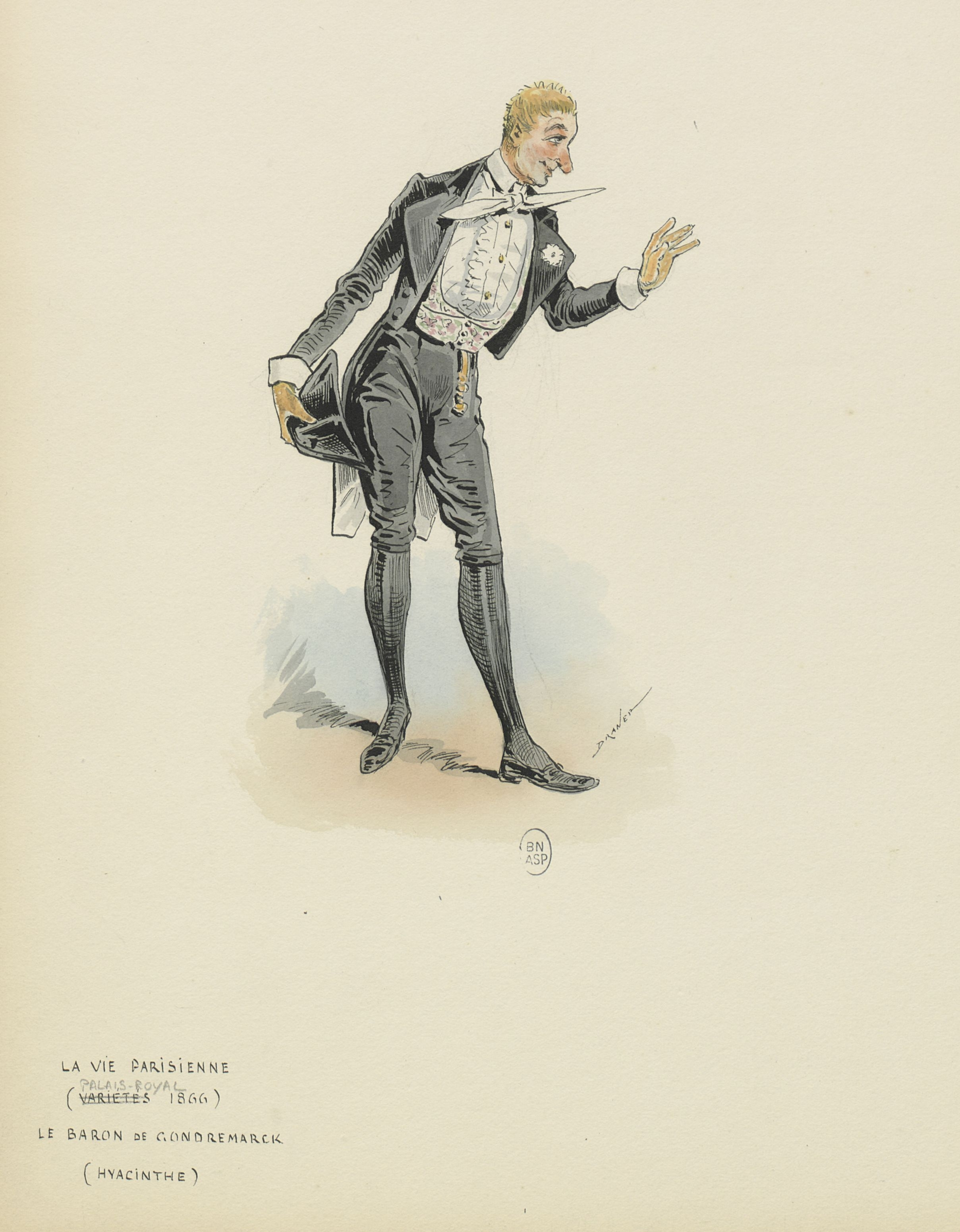
Costume du Baron de Gondremarck pour La Vie parisienne de Jacques Offenbach (1866)
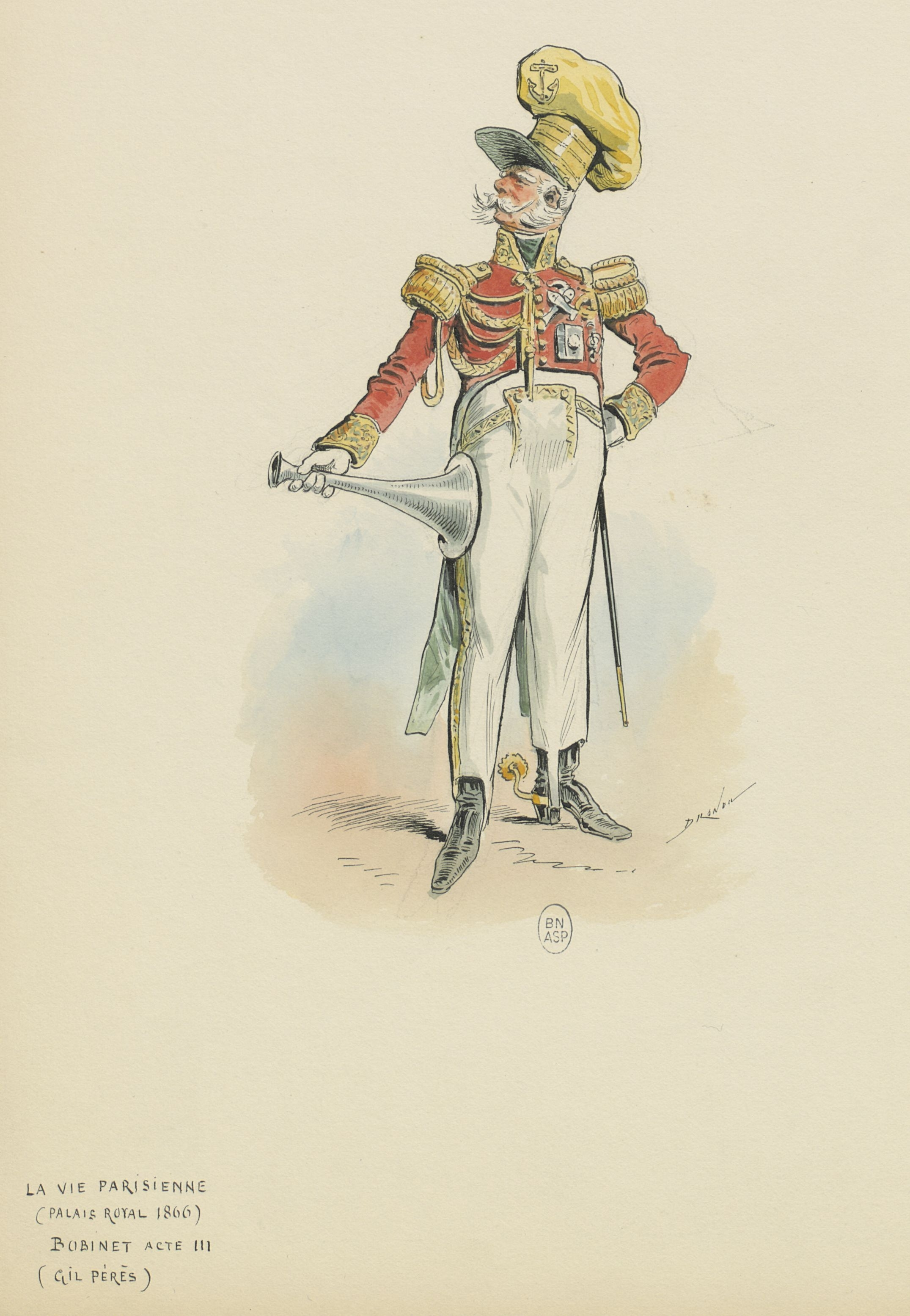
Costume de Bobinet à l'acte III pour La Vie parisienne de Jacques Offenbach (1866)
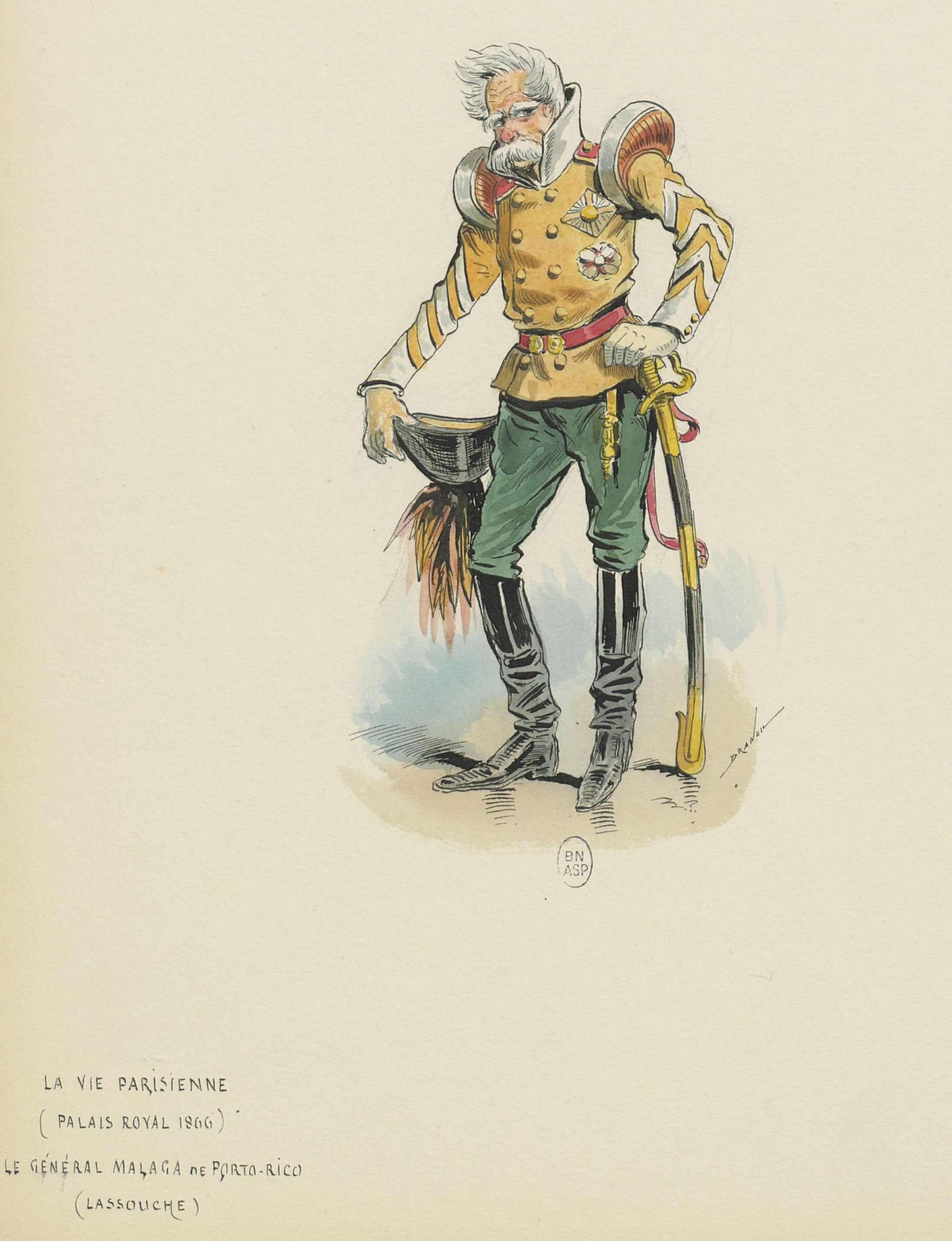
Costume du Général Malaga de Porto-Rico pour La Vie parisienne de Jacques Offenbach (1866)
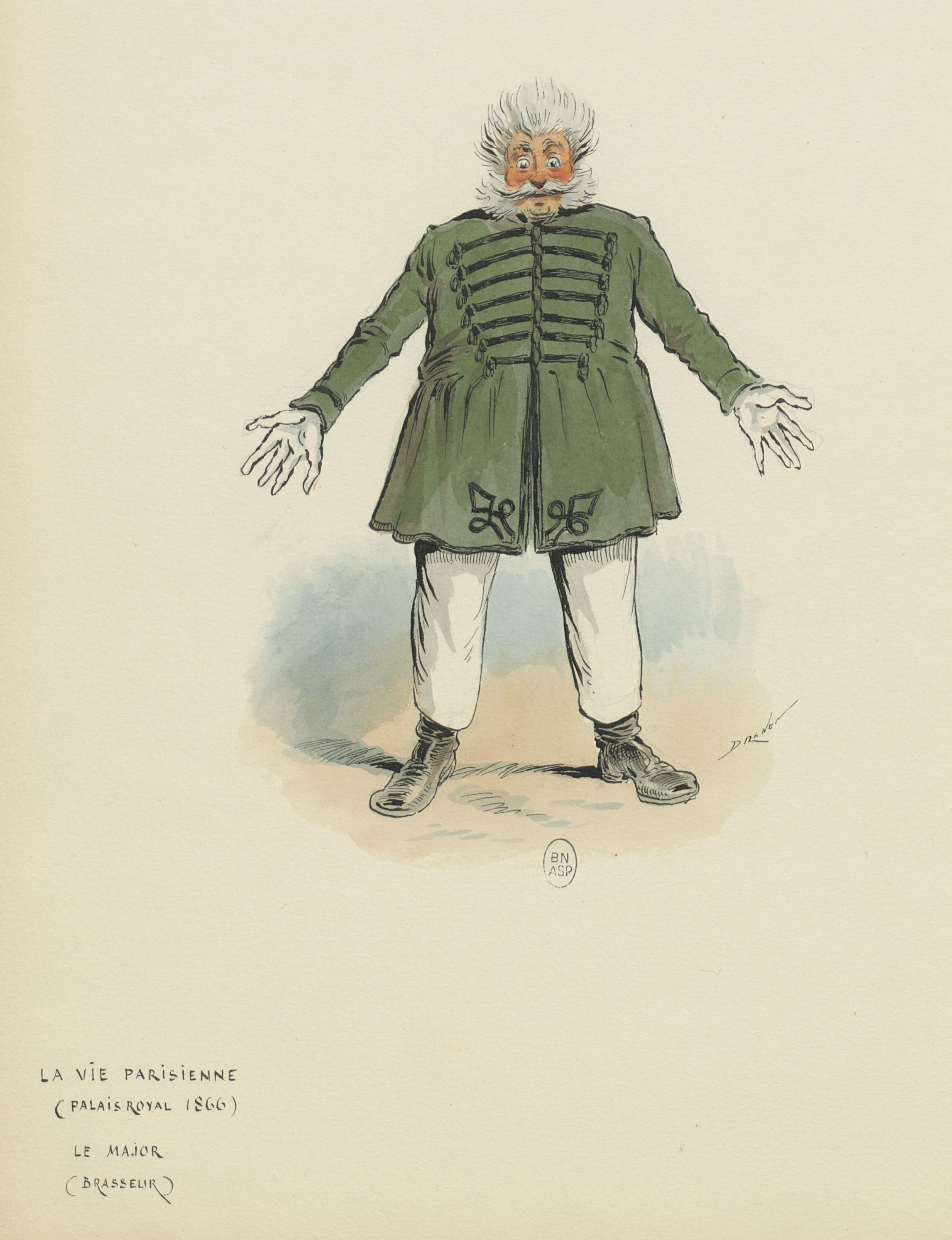
Costume du Major pour La Vie parisienne de Jacques Offenbach (1866)
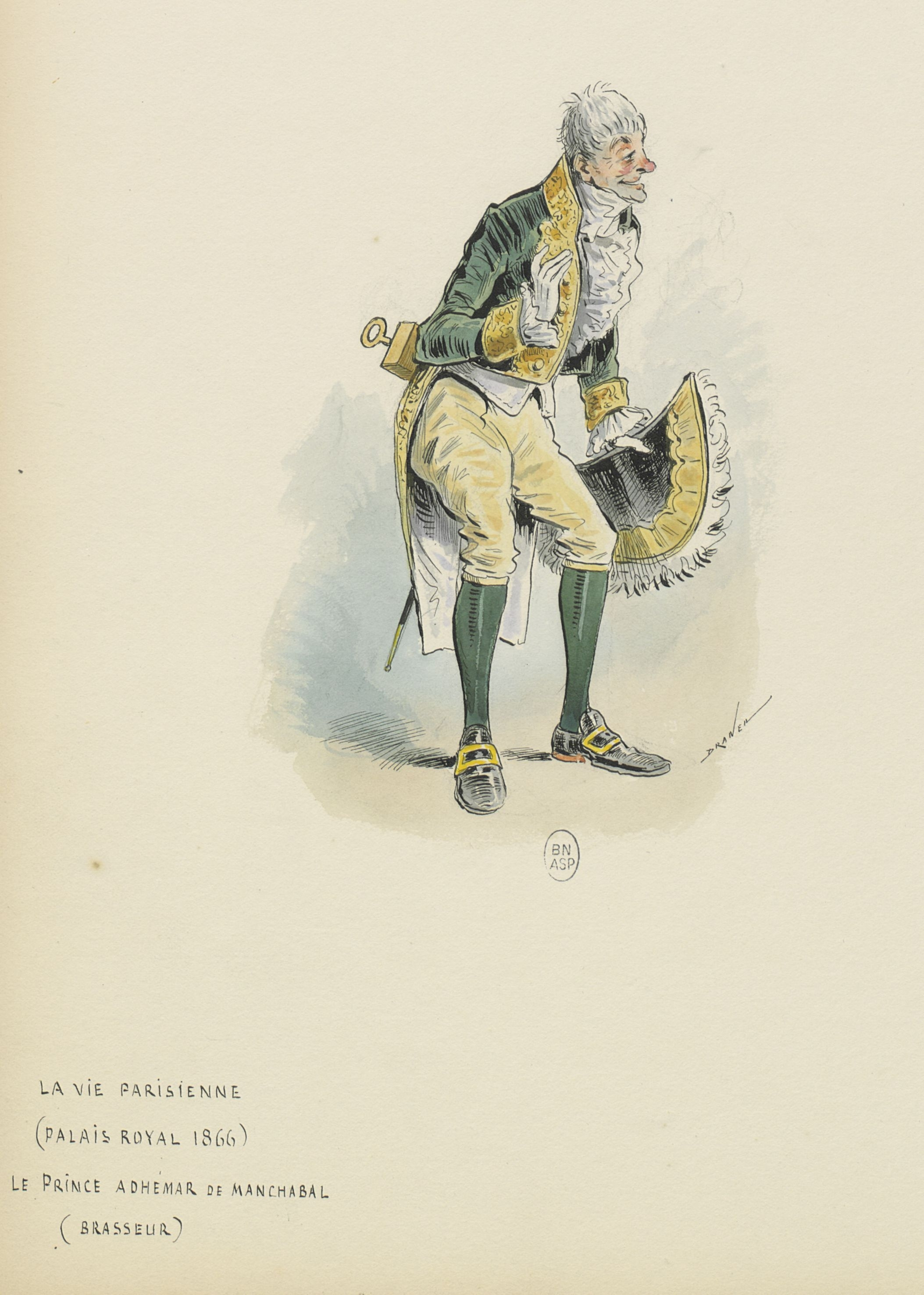
Costume du Prince Adhémar de Manchabal pour La Vie parisienne de Jacques Offenbach (1866)
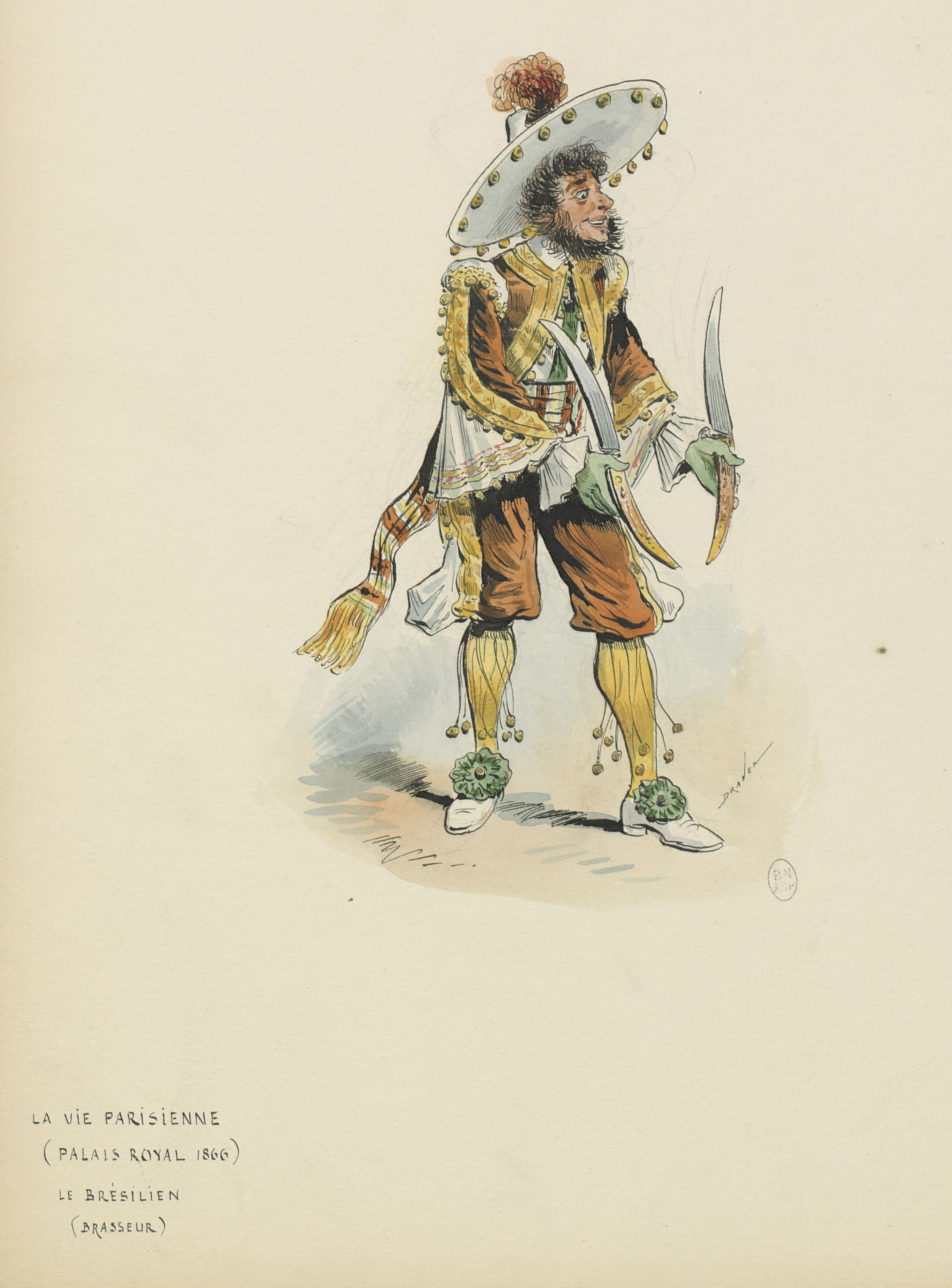
Costume du Brésilien pour La Vie parisienne de Jacques Offenbach (1866)
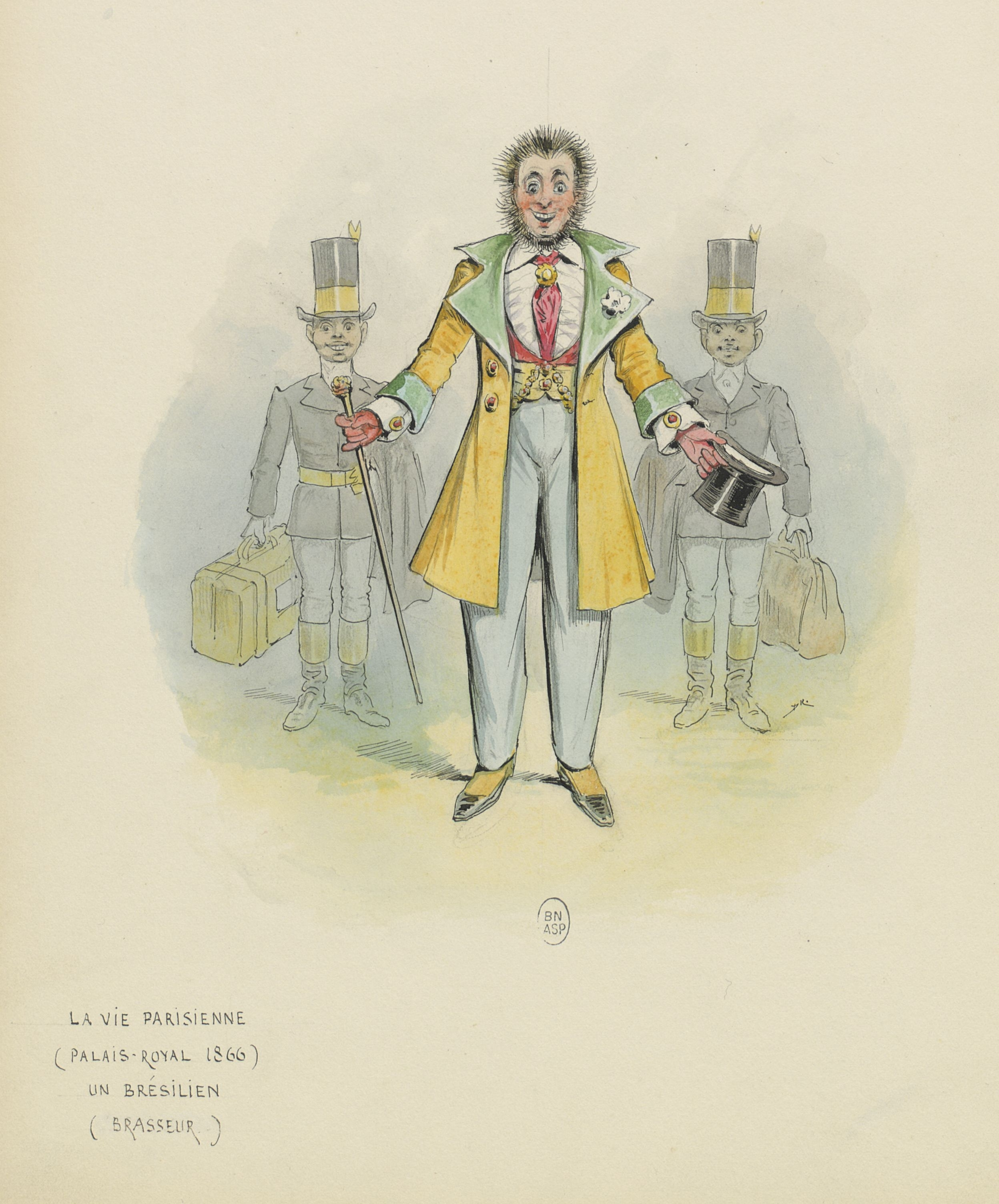
Costume du Brésilien pour La Vie parisienne de Jacques Offenbach (1866)

#### La Grande-Duchesse de Gérolstein (1867)

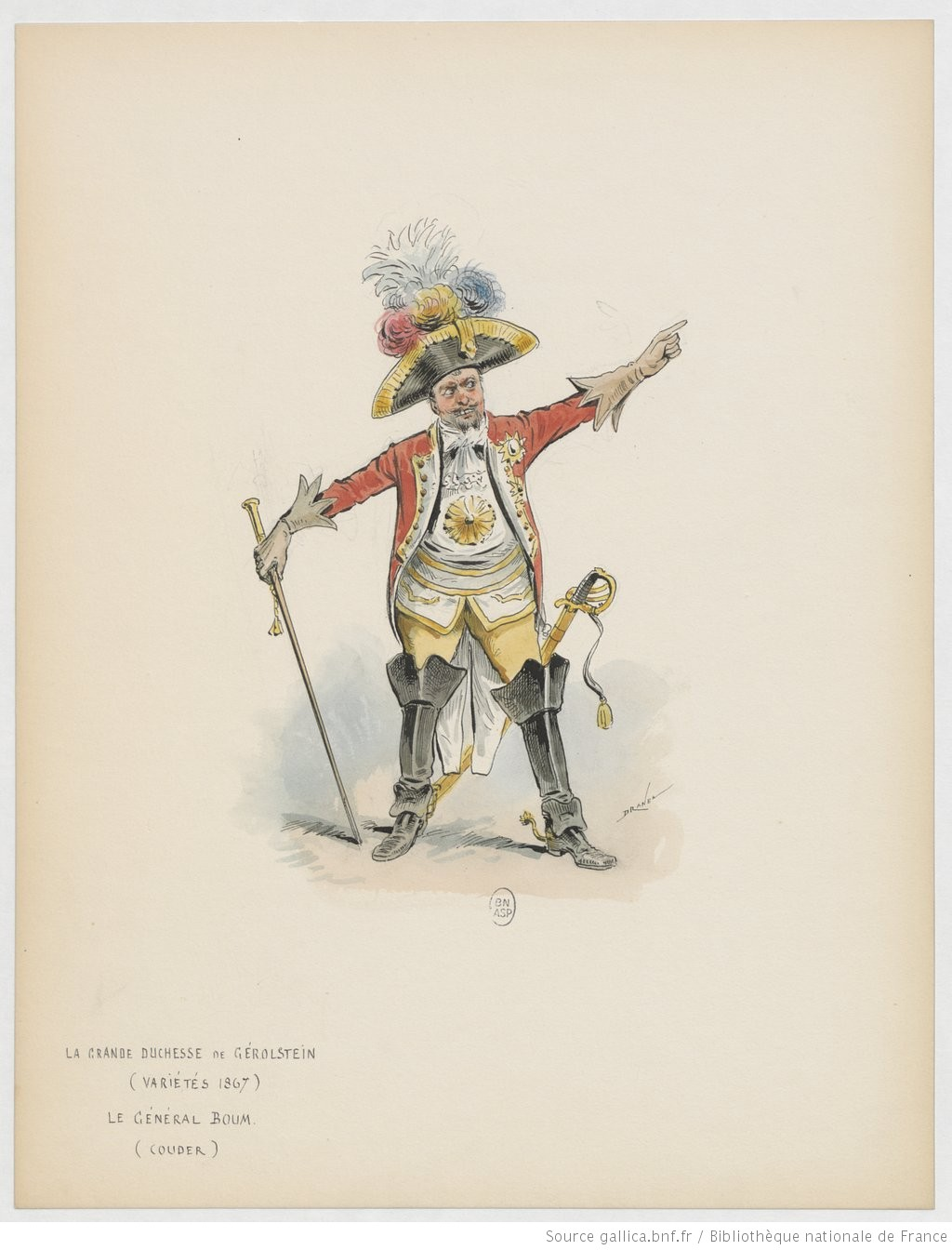
Costume de Boum pour La Grande-Duchesse de Gérolstein de Jacques Offenbach (1867)
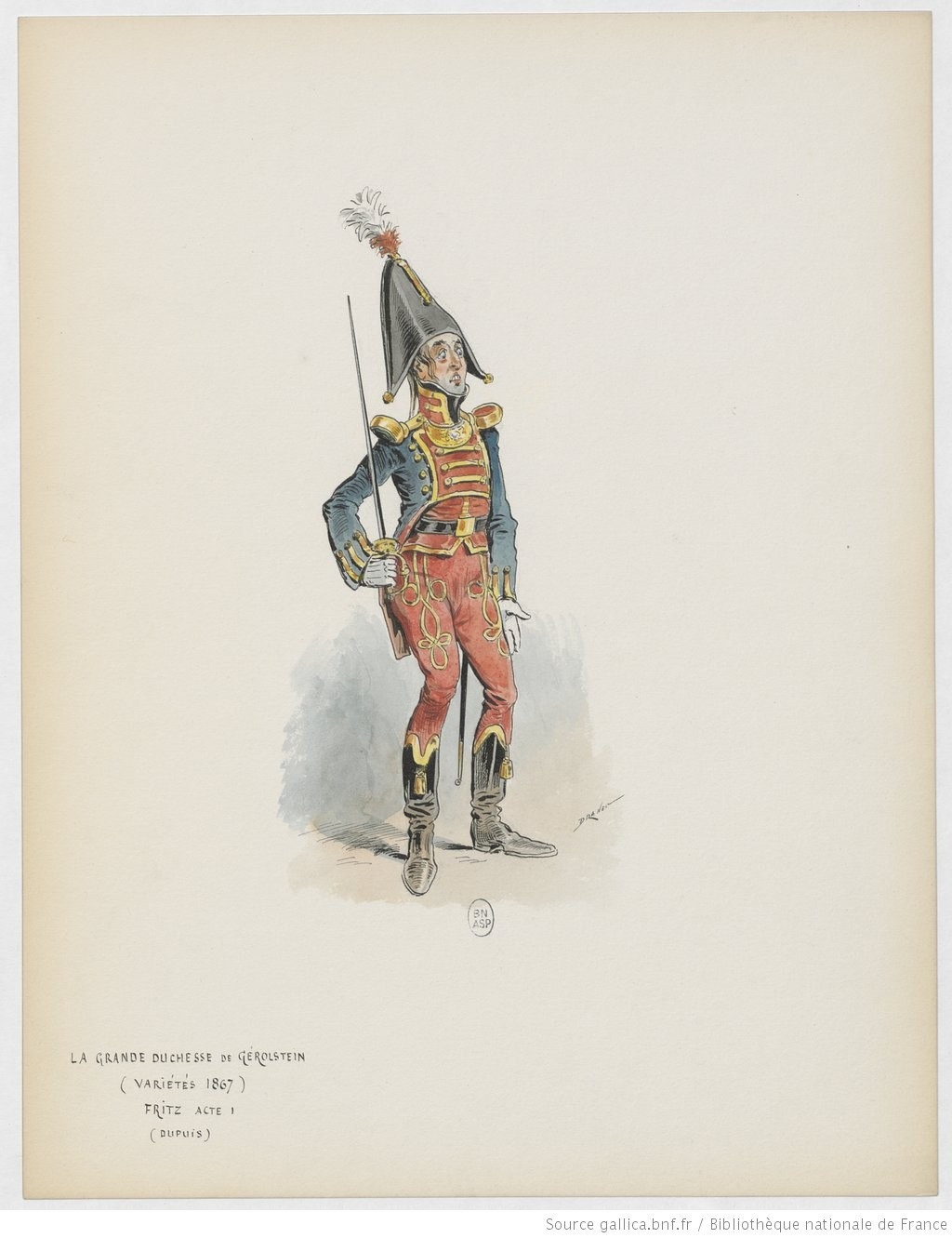
Costume de Fritz à l'acte I pour La Grande-Duchesse de Gérolstein de Jacques Offenbach (1867)
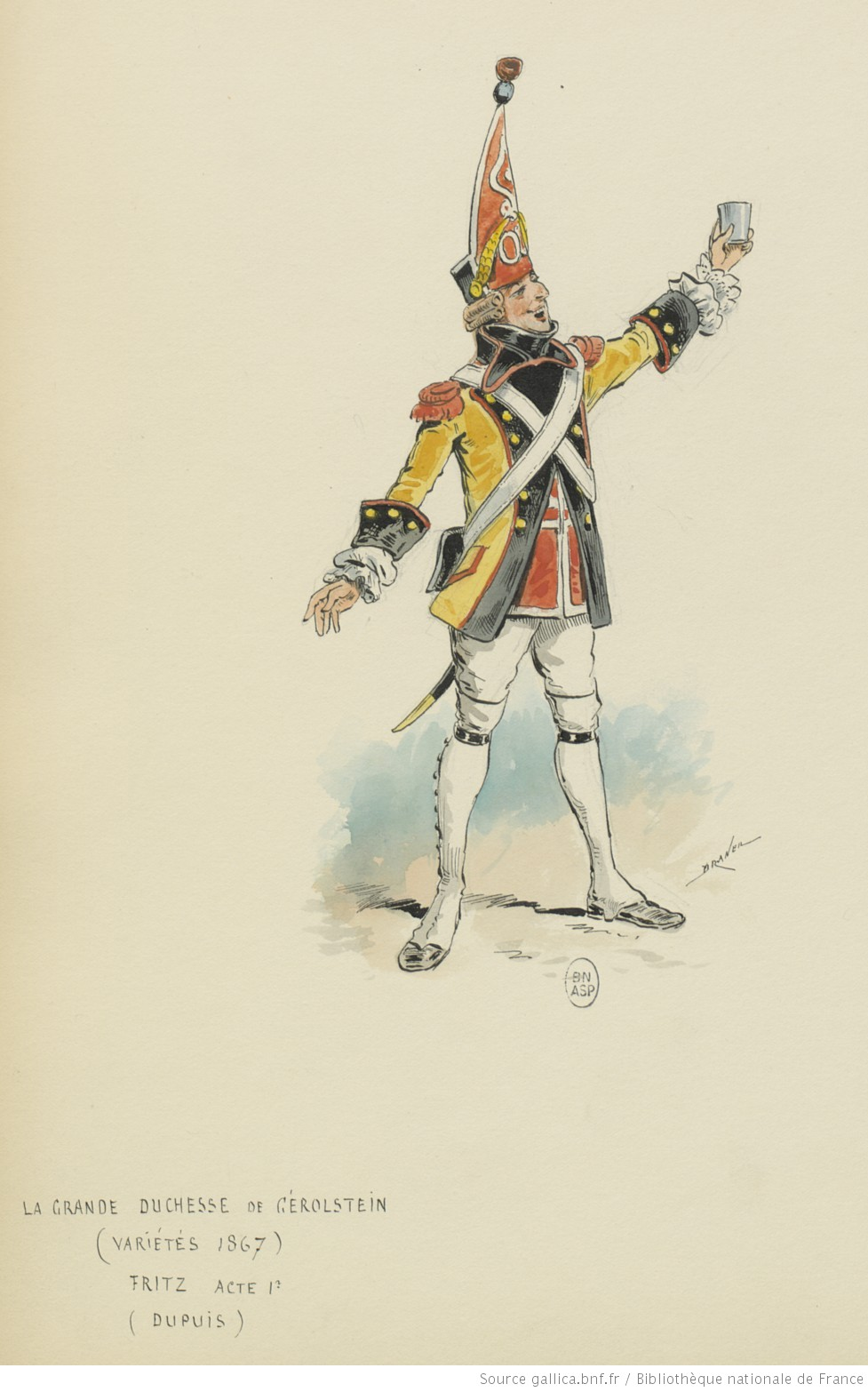
Costume de Fritz à l'acte I pour La Grande-Duchesse de Gérolstein de Jacques Offenbach (1867)
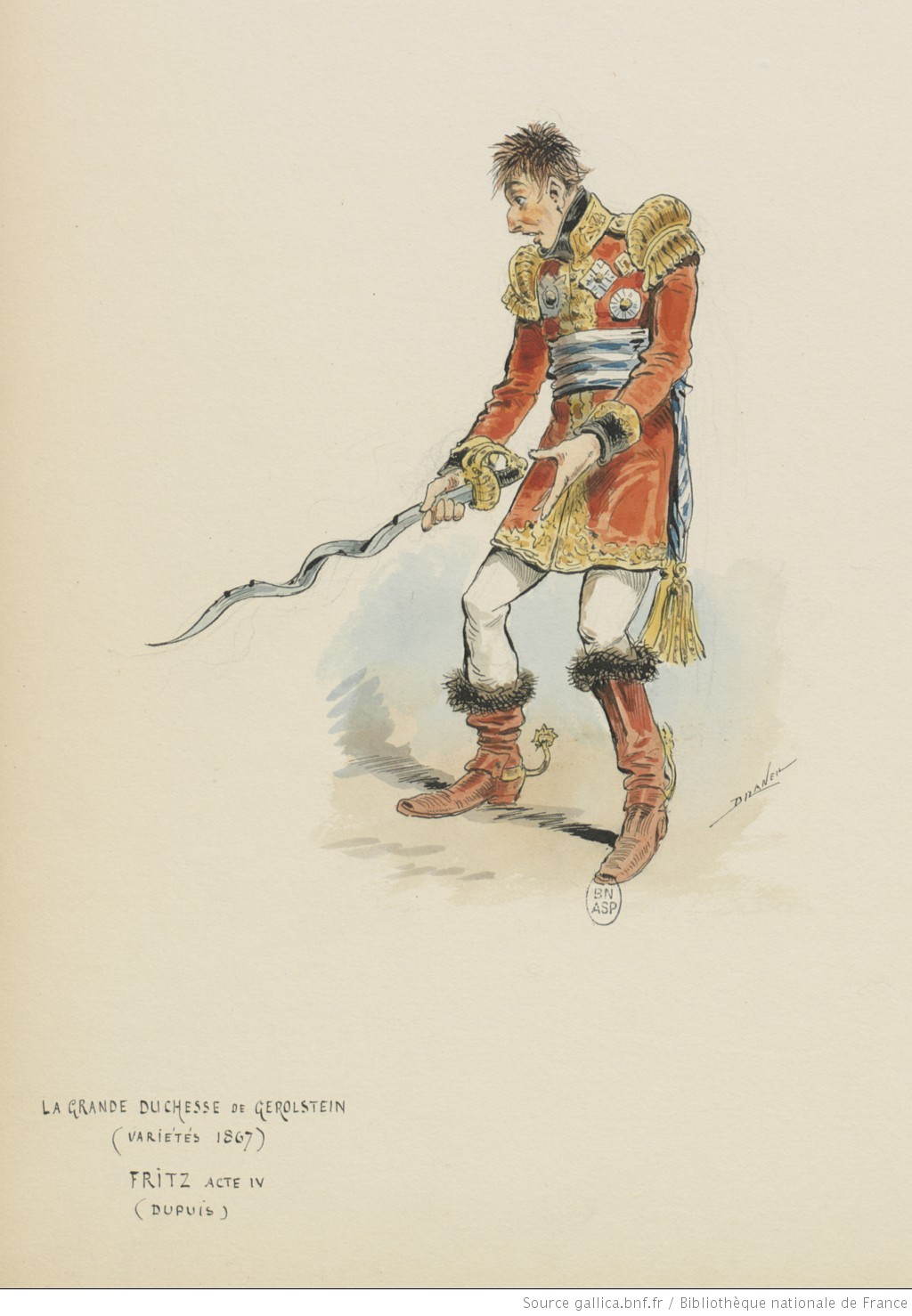
Costume de Fritz à l'acte IV pour La Grande-Duchesse de Gérolstein de Jacques Offenbach (1867)
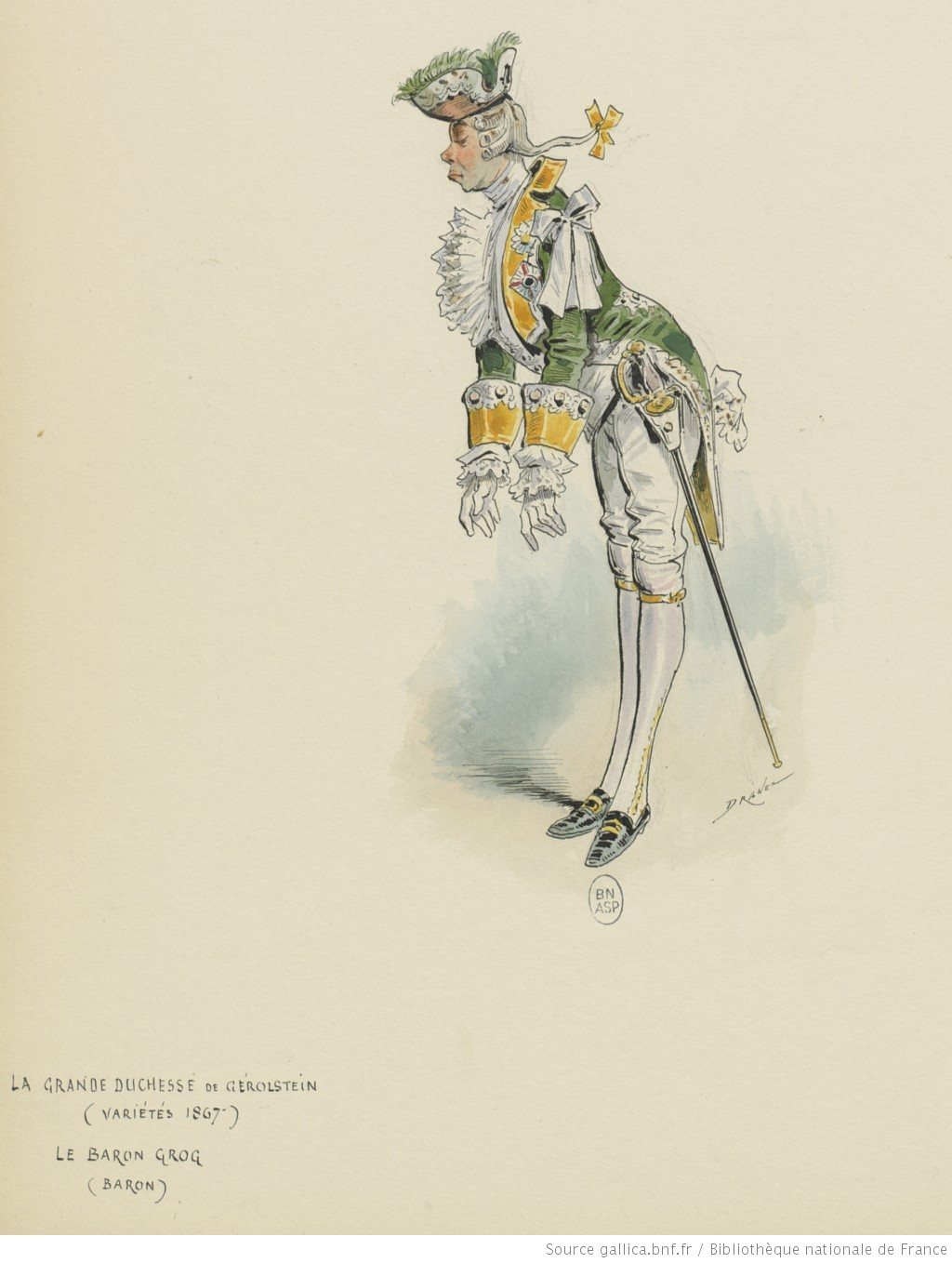
Costume de Grog pour La Grande-Duchesse de Gérolstein de Jacques Offenbach (1867)
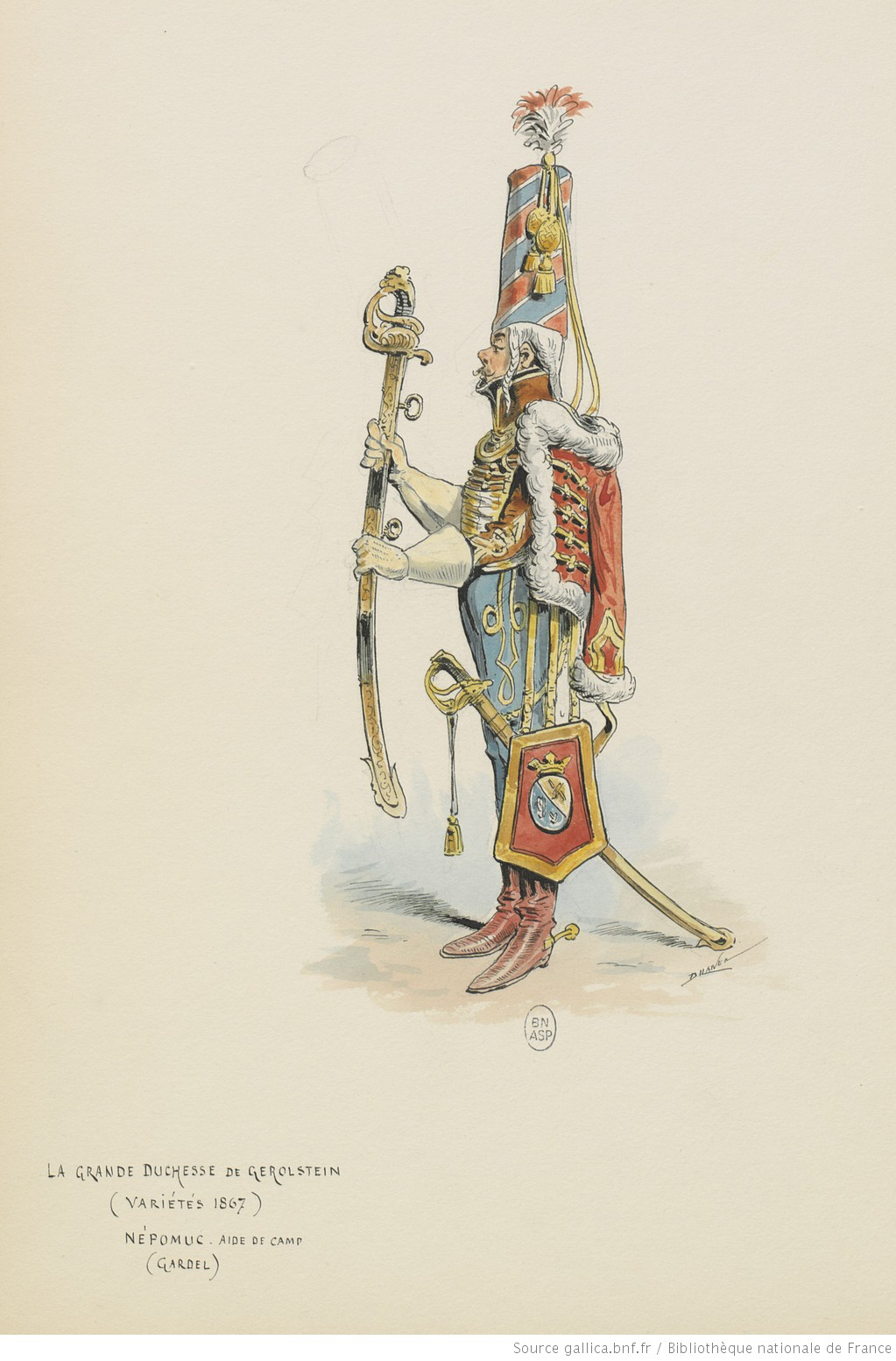
Costume de Népomuc pour La Grande-Duchesse de Gérolstein de Jacques Offenbach (1867)
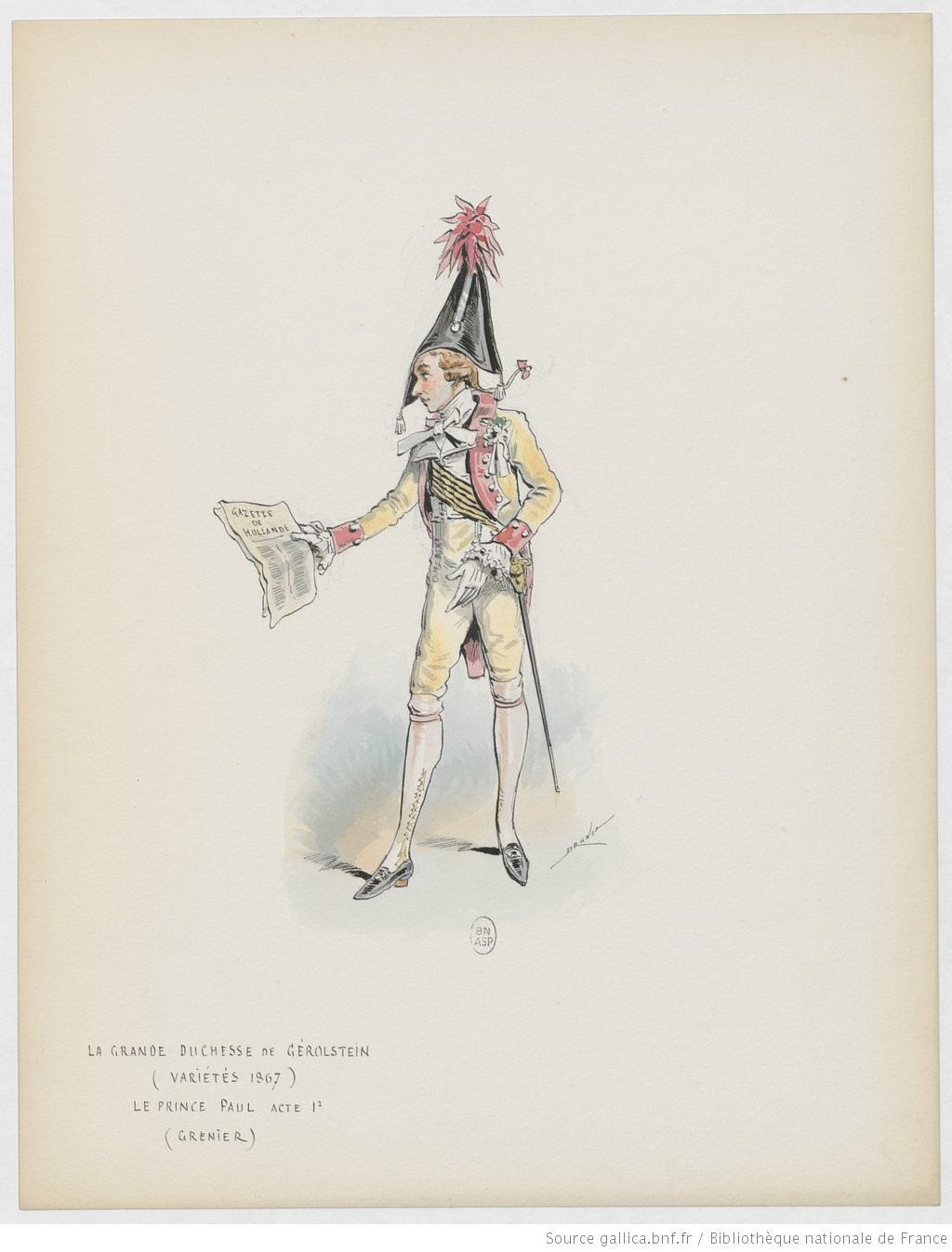
Costume de Paul à l'acte I pour La Grande-Duchesse de Gérolstein de Jacques Offenbach (1867)
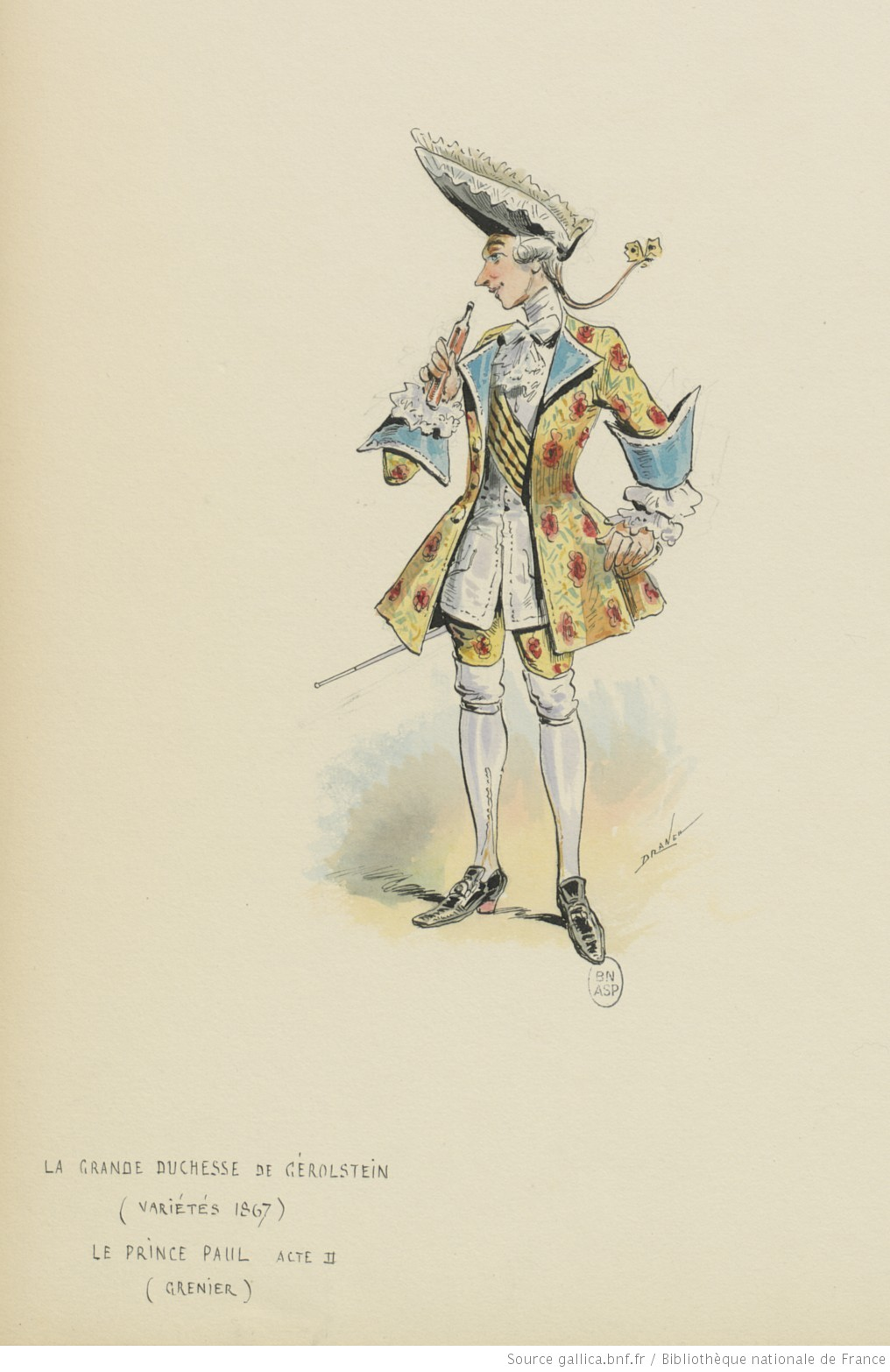
Costume de Paul à l'acte II pour La Grande-Duchesse de Gérolstein de Jacques Offenbach (1867)
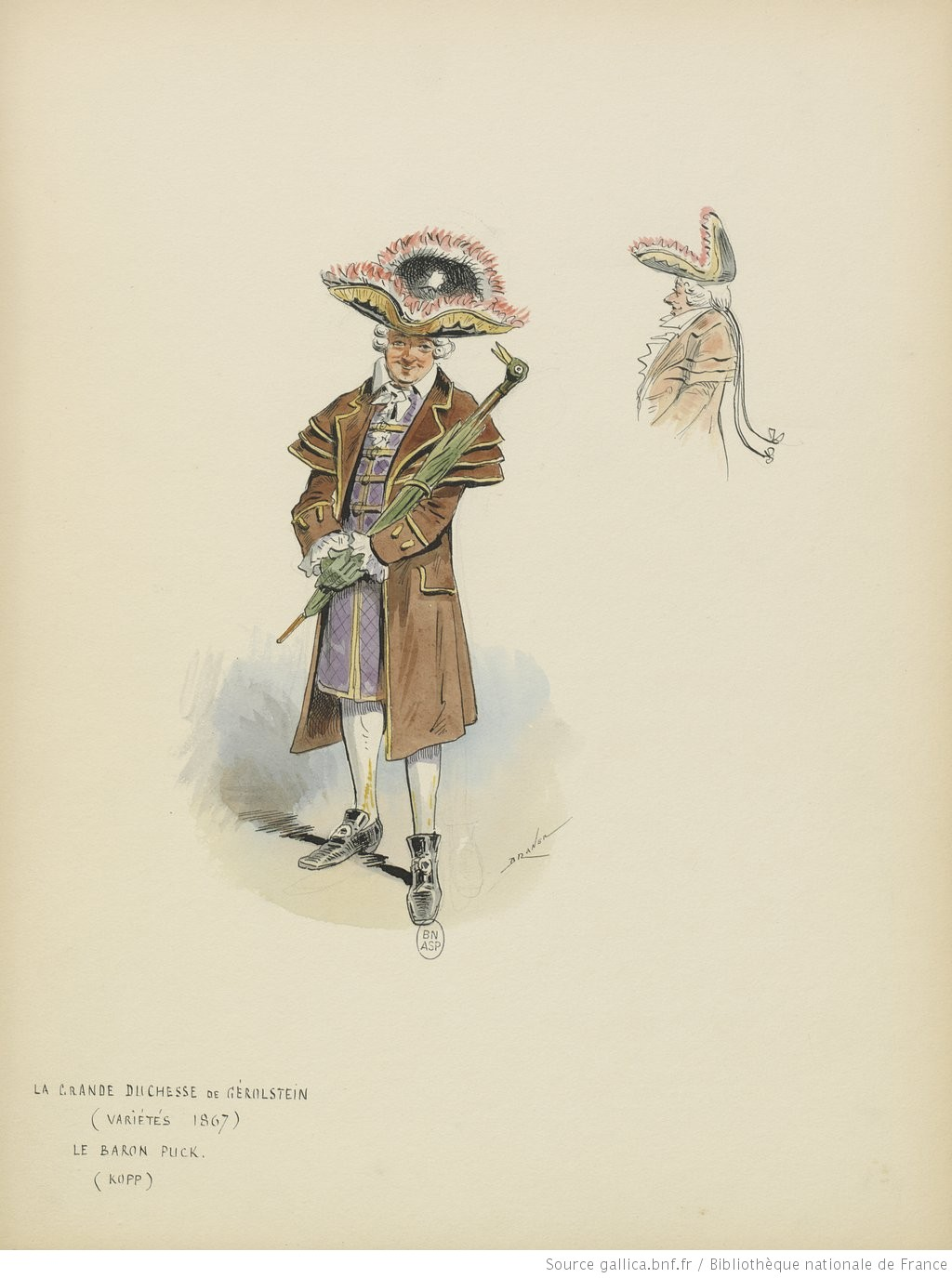
Costume de Puck pour La Grande-Duchesse de Gérolstein de Jacques Offenbach (1867)

#### Geneviève de Brabant (1867 et 1875)

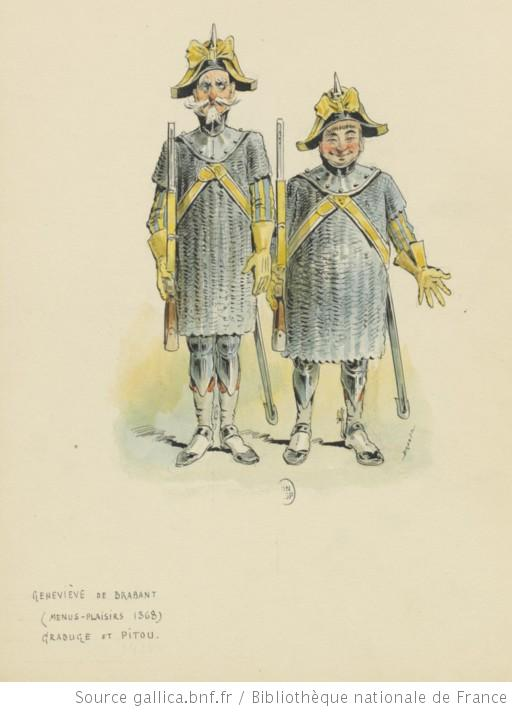
Costumes de Pitou et Grabuge pour la deuxième version de Geneviève de Brabant de Jacques Offenbach (1867)
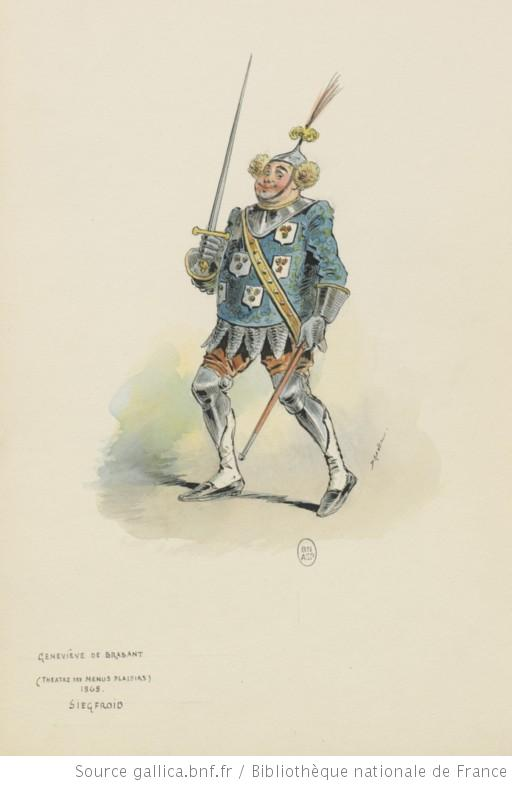
Costume de Sifroy pour la deuxième version de Geneviève de Brabant de Jacques Offenbach (1867)
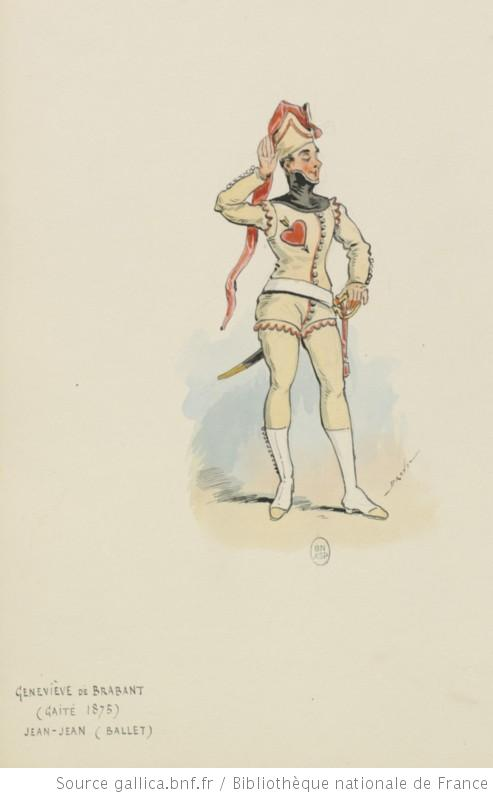
Costume de Jean-Jean pour la troisième version de Geneviève de Brabant de Jacques Offenbach (1875)

#### La Diva (1869)

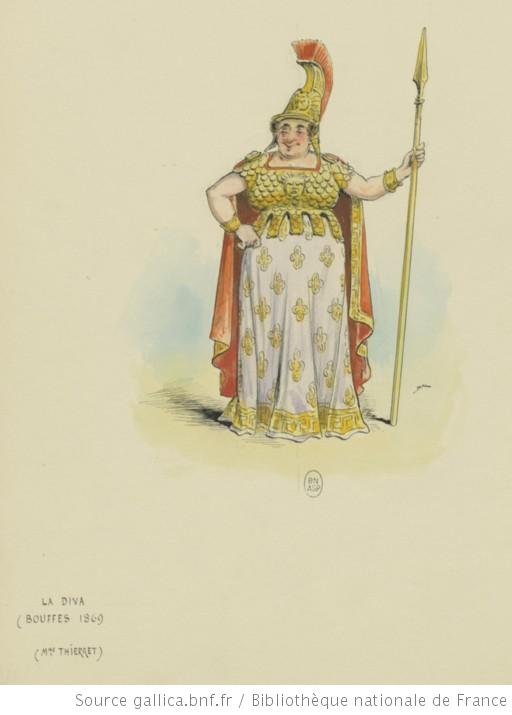
Costume pour le rôle principal de La Diva de Jacques Offenbach (1869)

#### La Princesse de Trébizonde (1869)

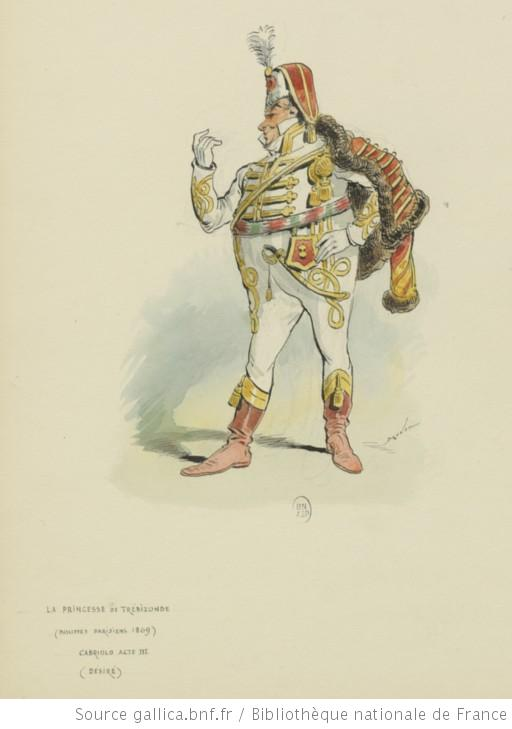
Costume de Cabriolo pour La Princesse de Trébizonde de Jacques Offenbach (1869)
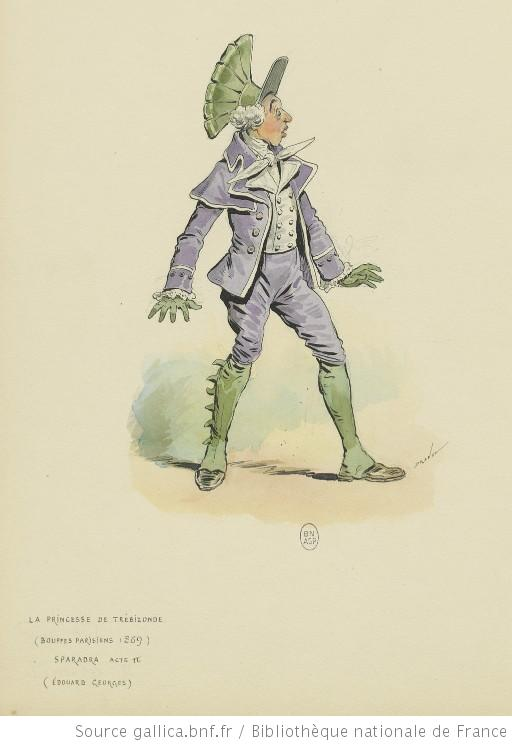
Costume de Sparadrap pour La Princesse de Trébizonde de Jacques Offenbach (1869)

#### Les Brigands (1869)
Gallica propose deux séries de dessins de costumes :

##### Première série

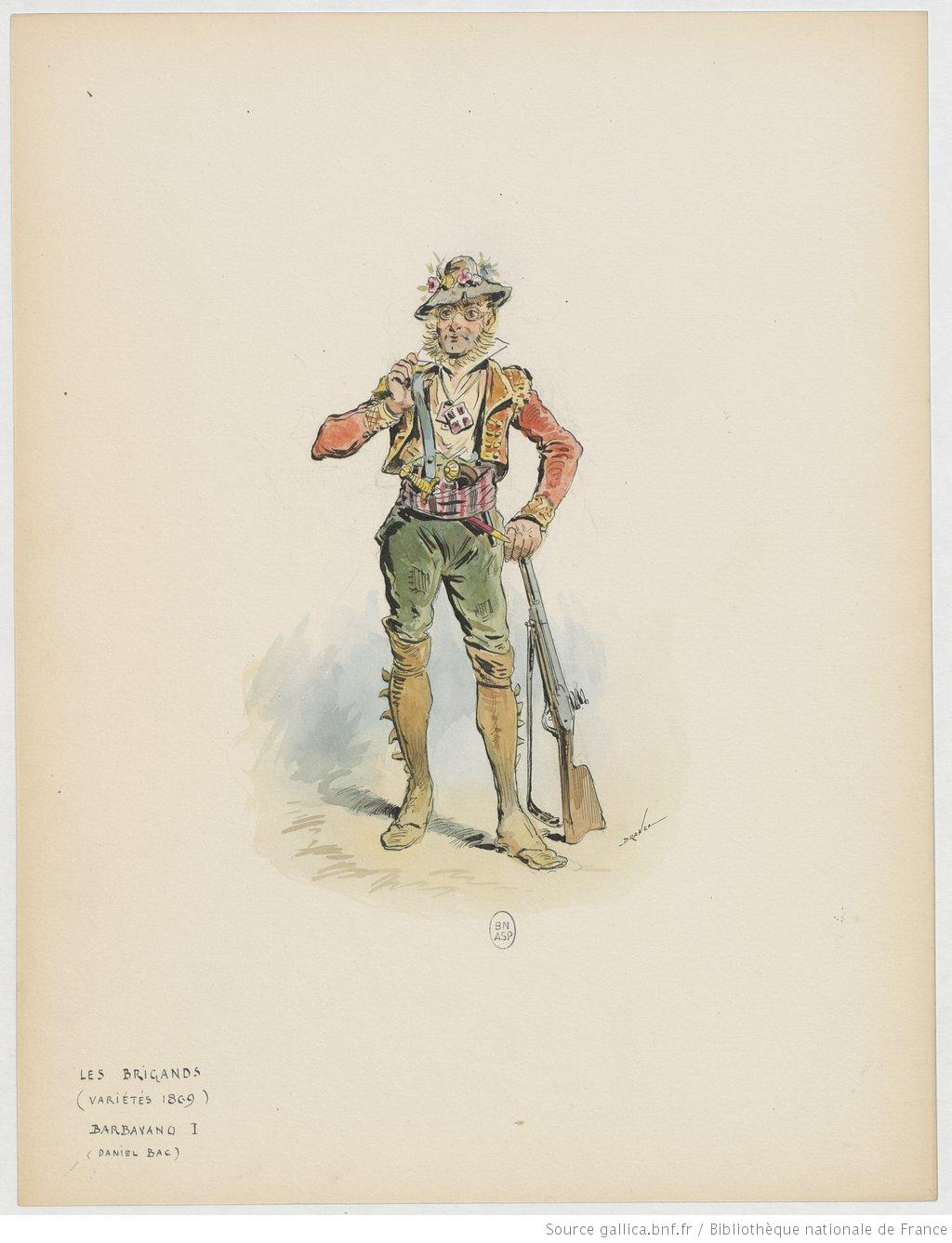
Costume de Barbavano pour Les Brigands de Jacques Offenbach
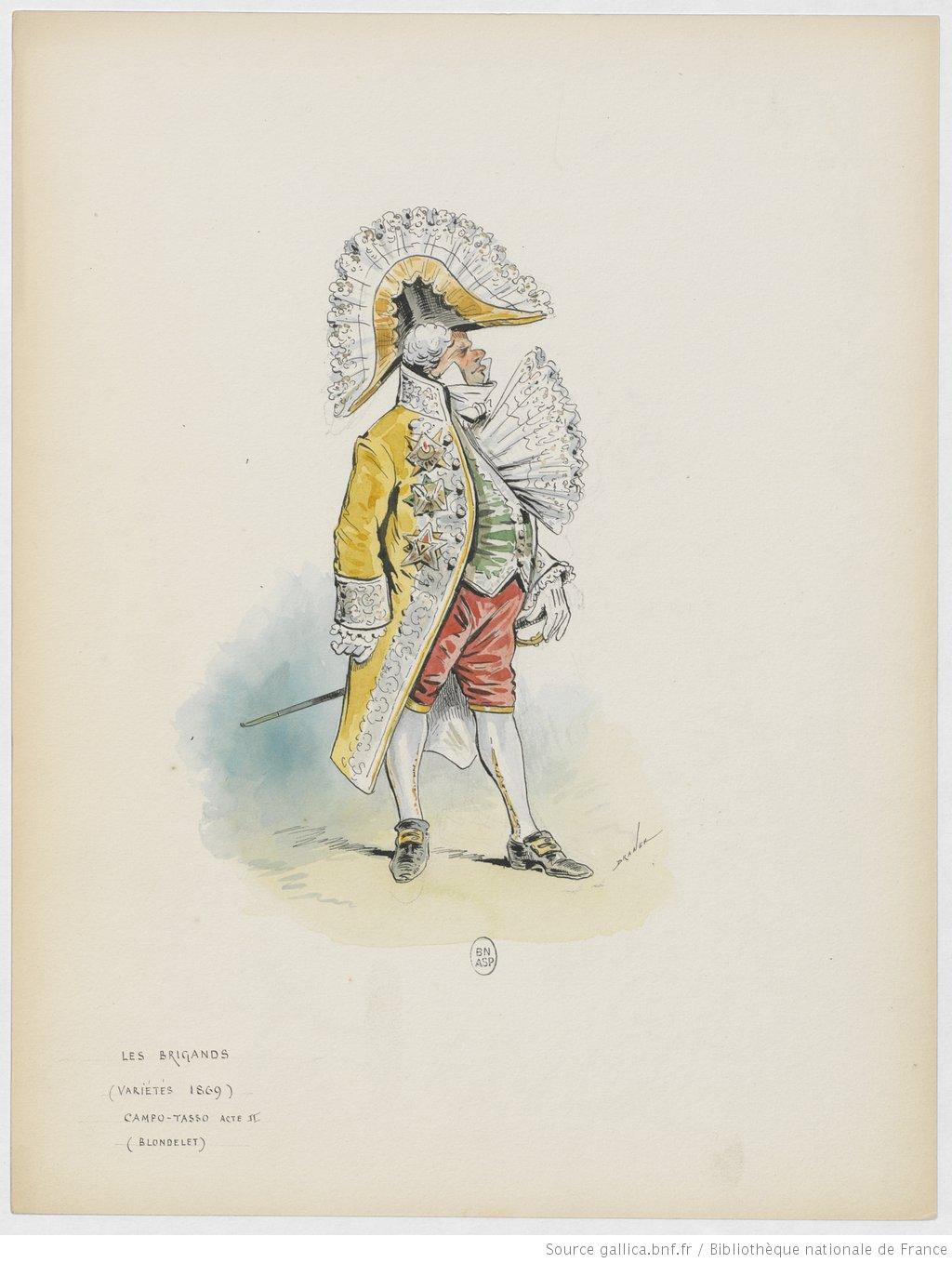
Costume de Campo-Tasso pour Les Brigands de Jacques Offenbach
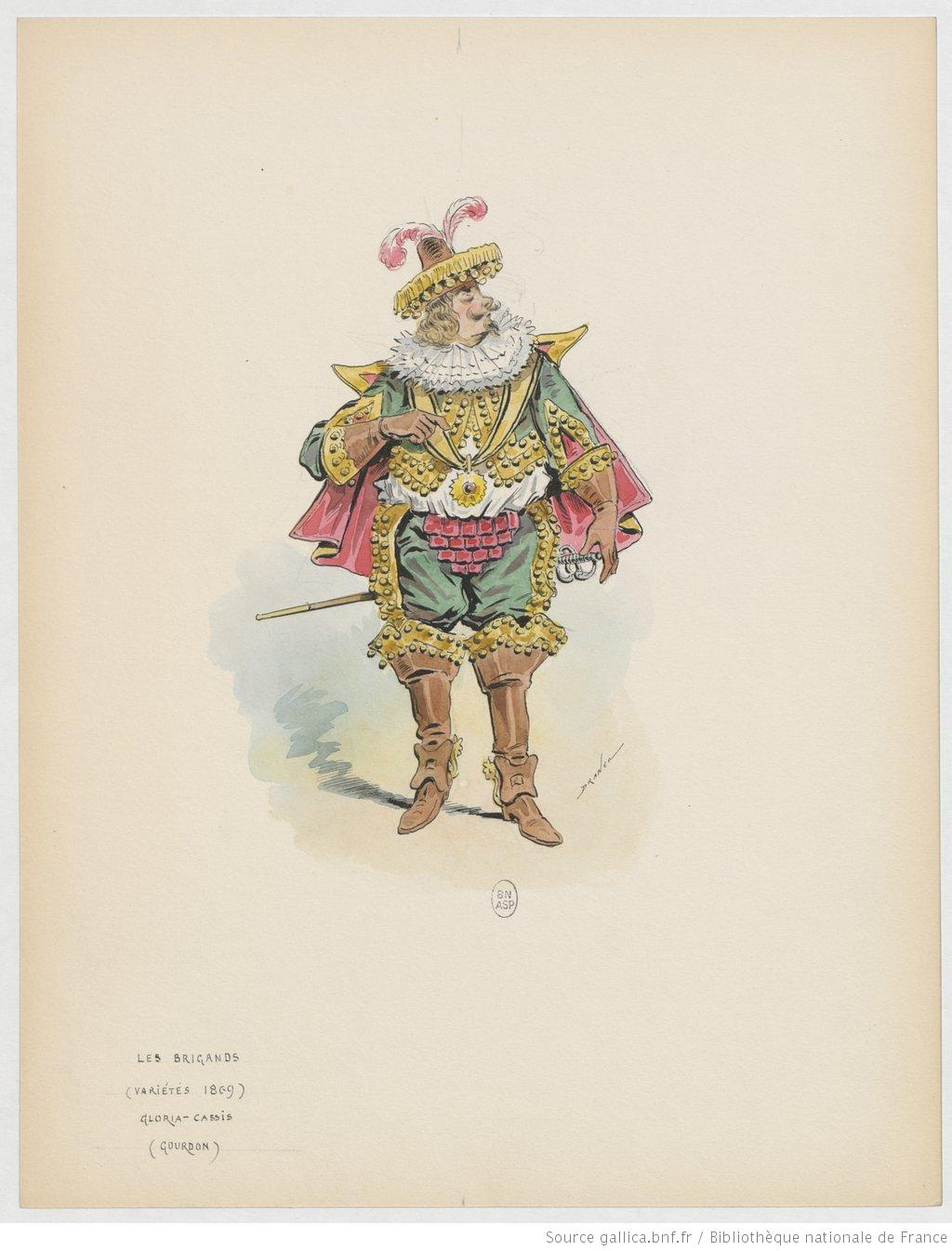
Costume de Gloria-Cassis pour Les Brigands de Jacques Offenbach
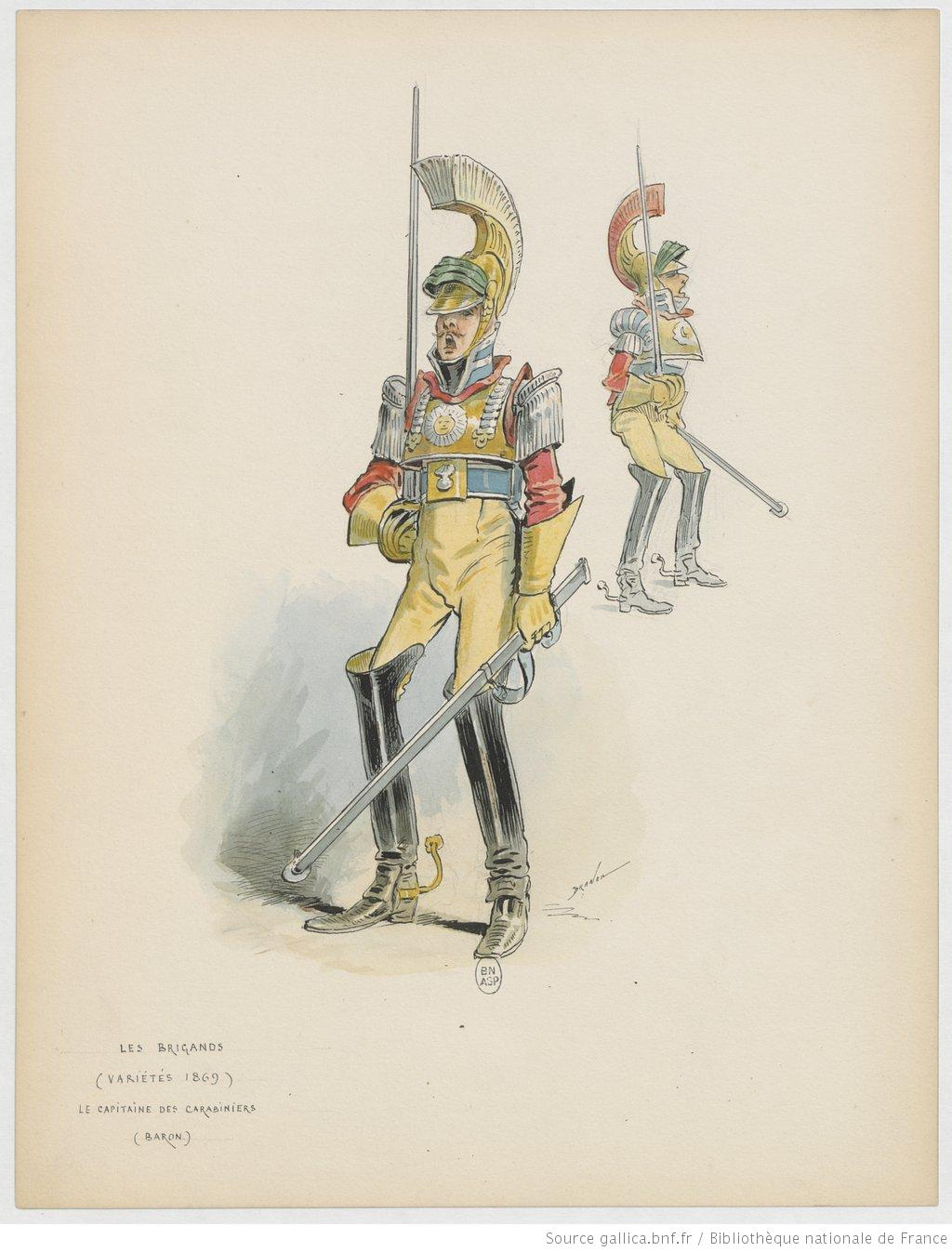
Costume du Capitaine des carabiniers pour Les Brigands de Jacques Offenbach
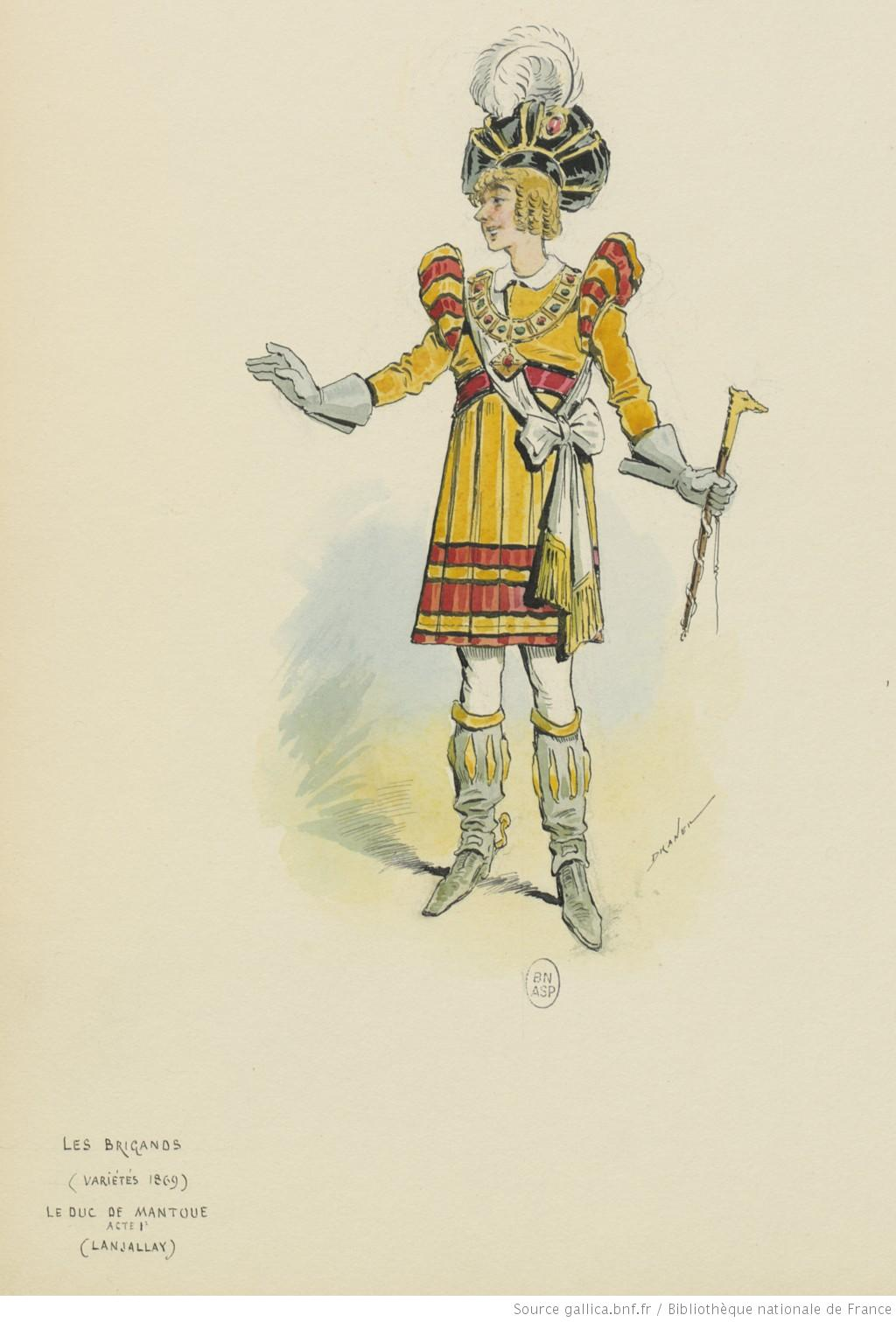
Costume du Prince pour Les Brigands de Jacques Offenbach
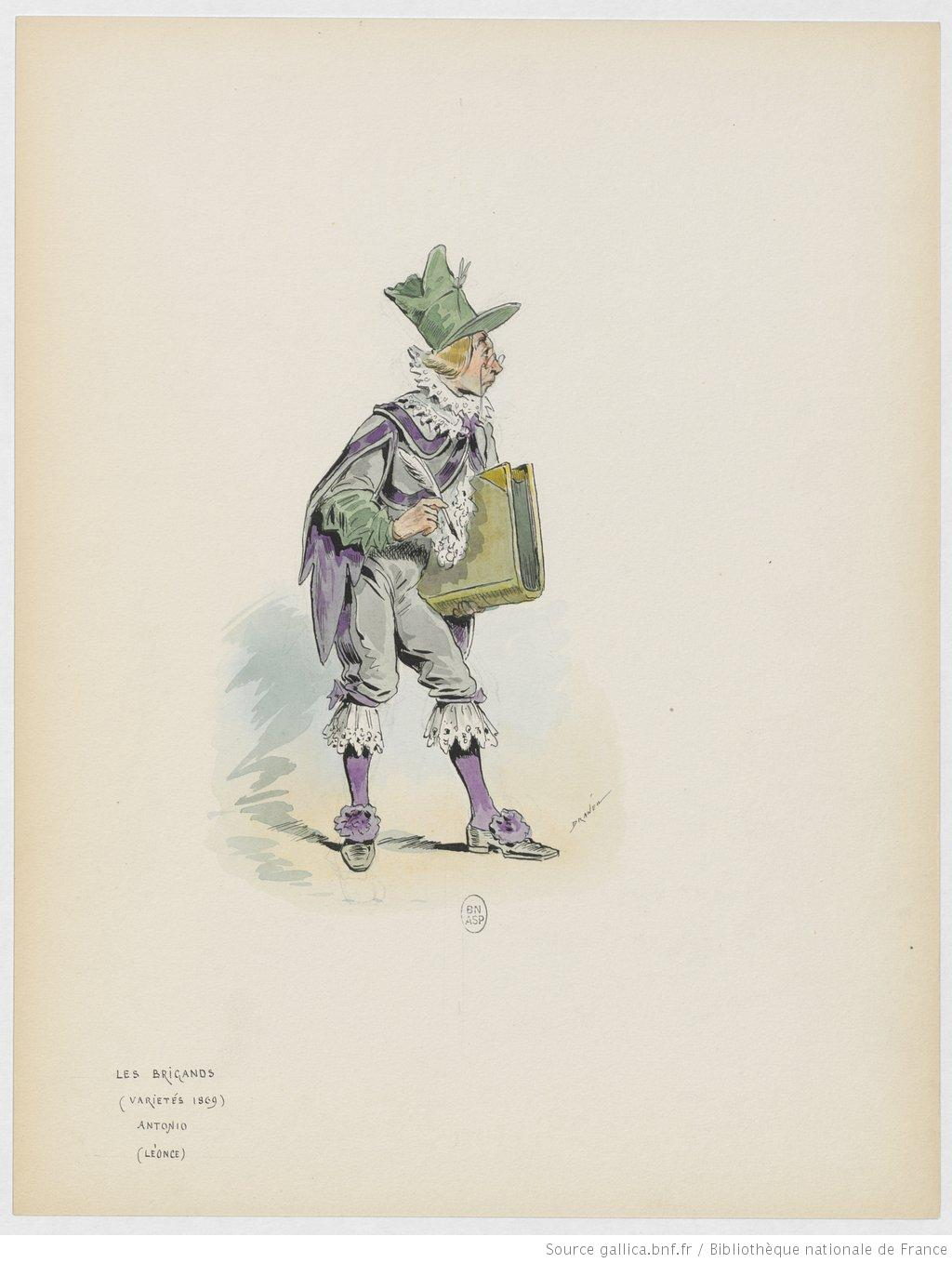
Costume d'Antonio pour Les Brigands de Jacques Offenbach

##### Seconde série

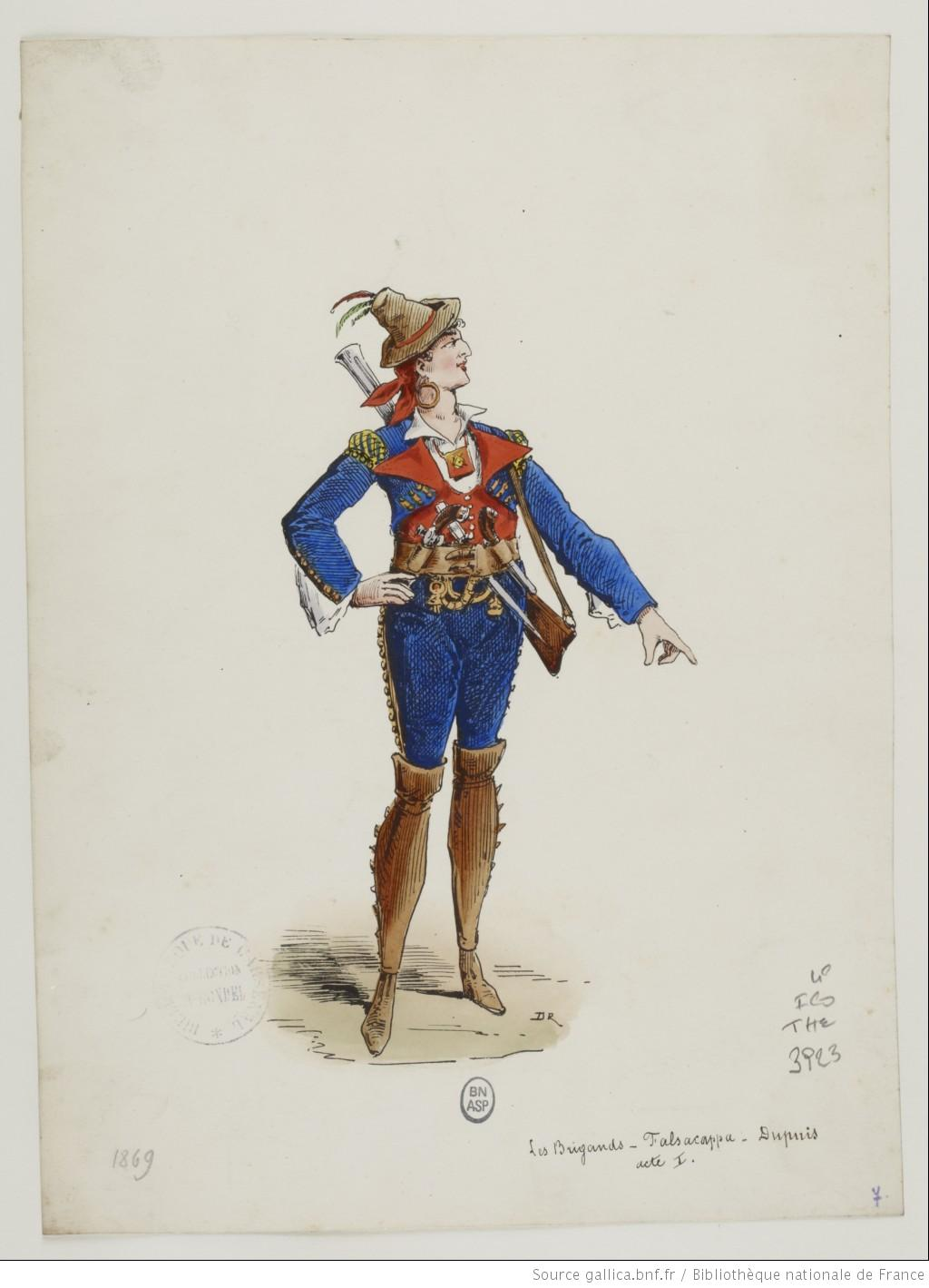
Costume de Falsacappa pour Les Brigands de Jacques Offenbach
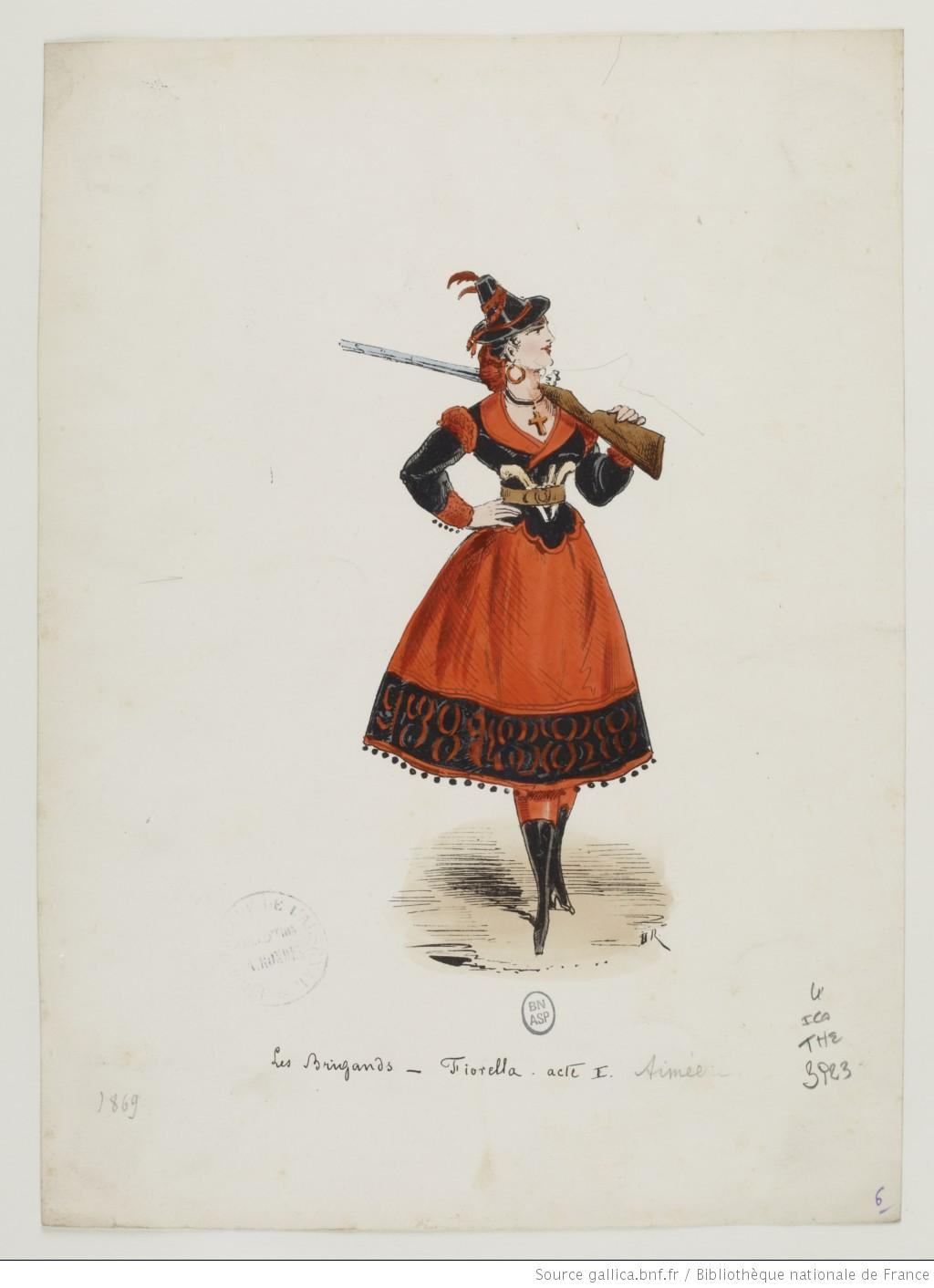
Costume de Fiorella pour Les Brigands de Jacques Offenbach
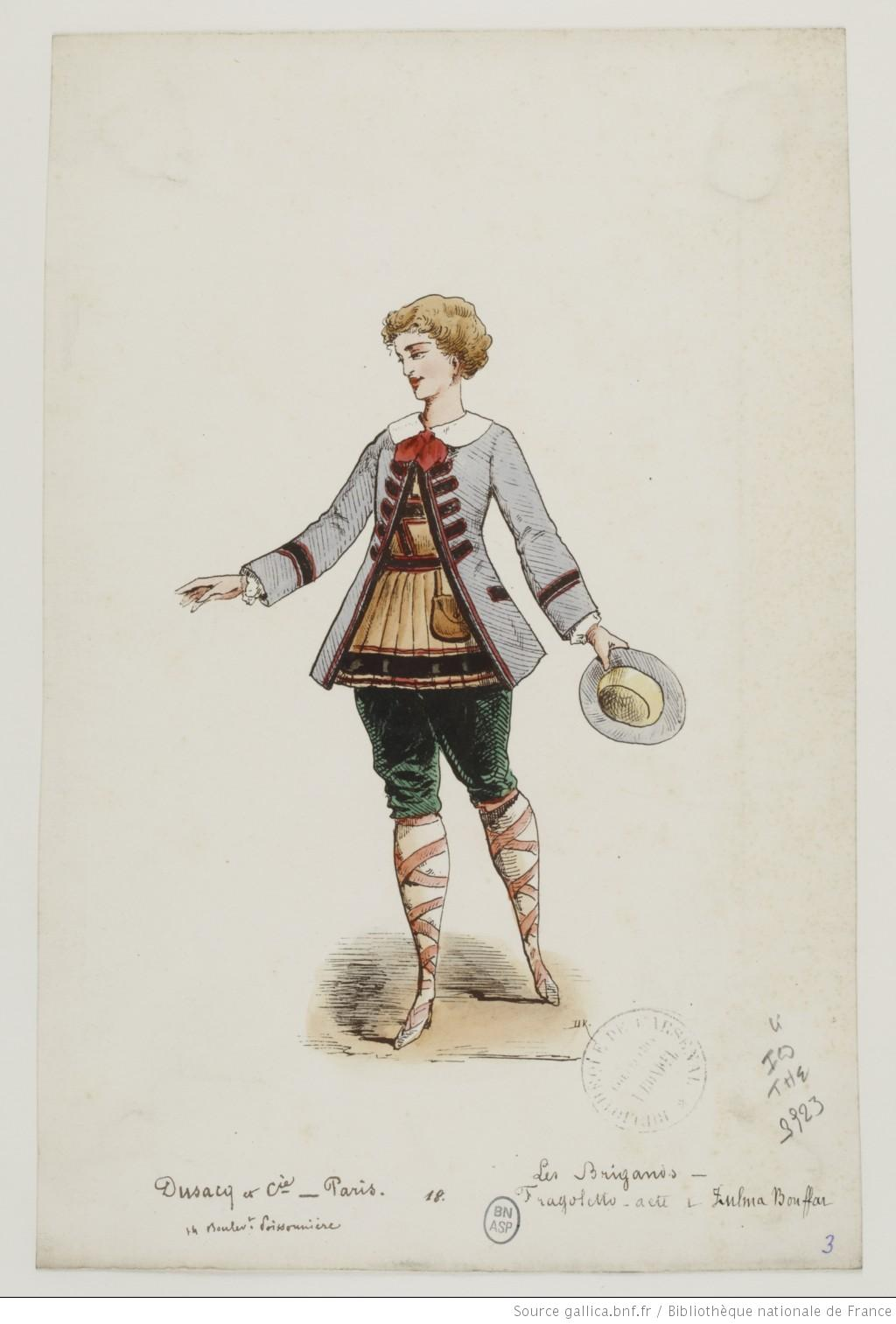
Costume de Fragoletto pour Les Brigands de Jacques Offenbach
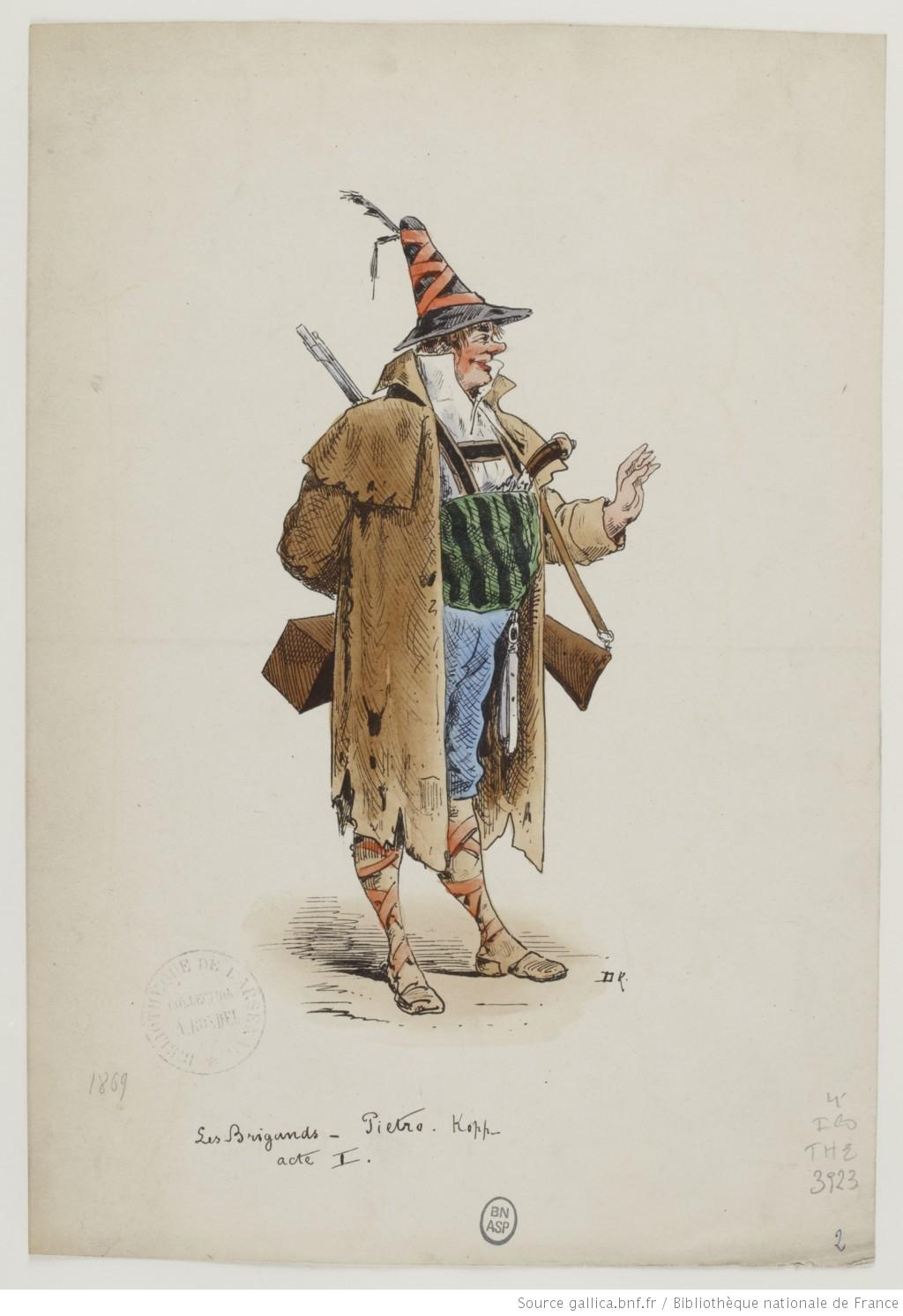
Costume de Pietro pour Les Brigands de Jacques Offenbach
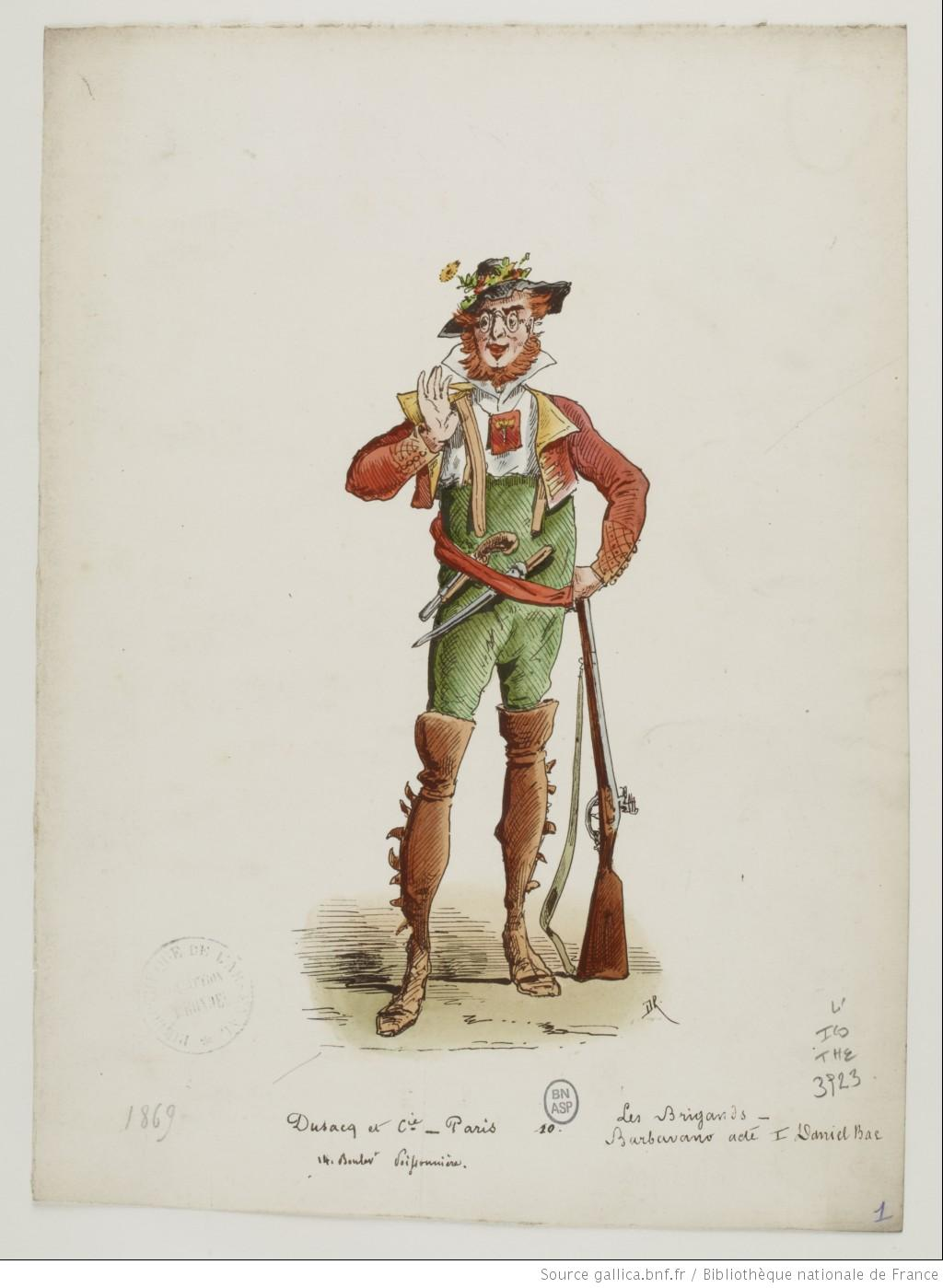
Costume de Barbavano pour Les Brigands de Jacques Offenbach
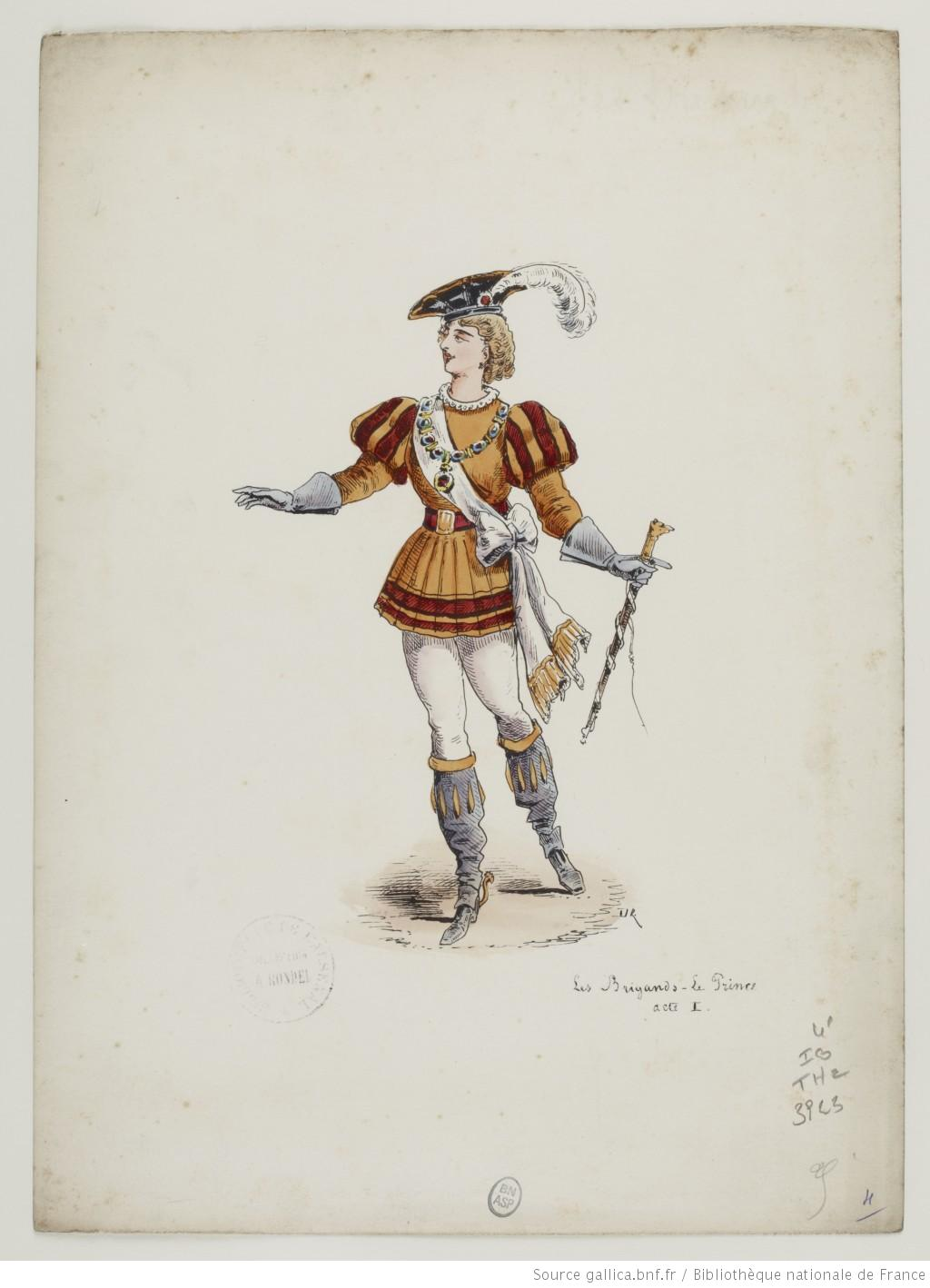
Costume du Prince pour Les Brigands de Jacques Offenbach
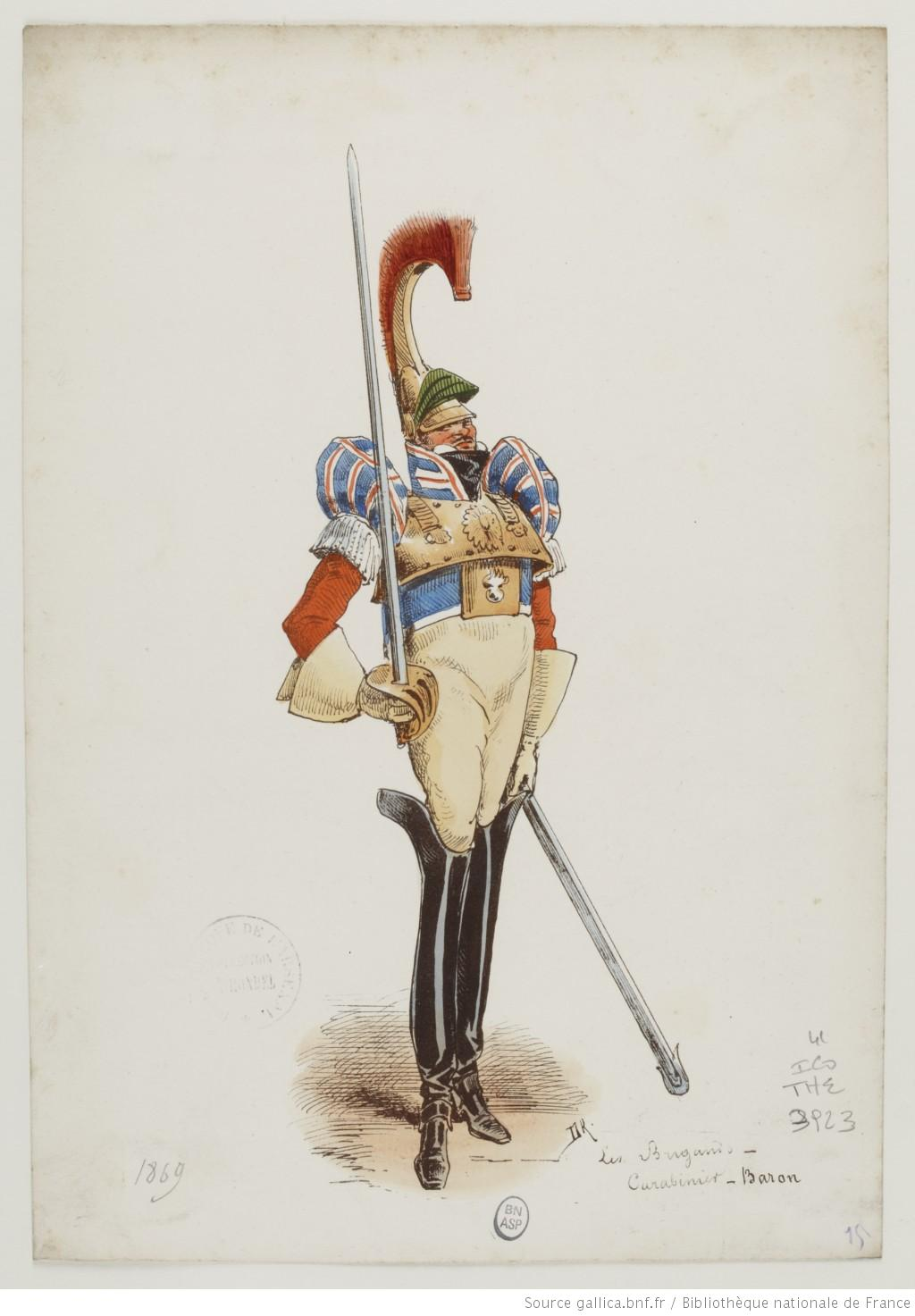
Costume du Capitaine des Carabiniers pour Les Brigands de Jacques Offenbach
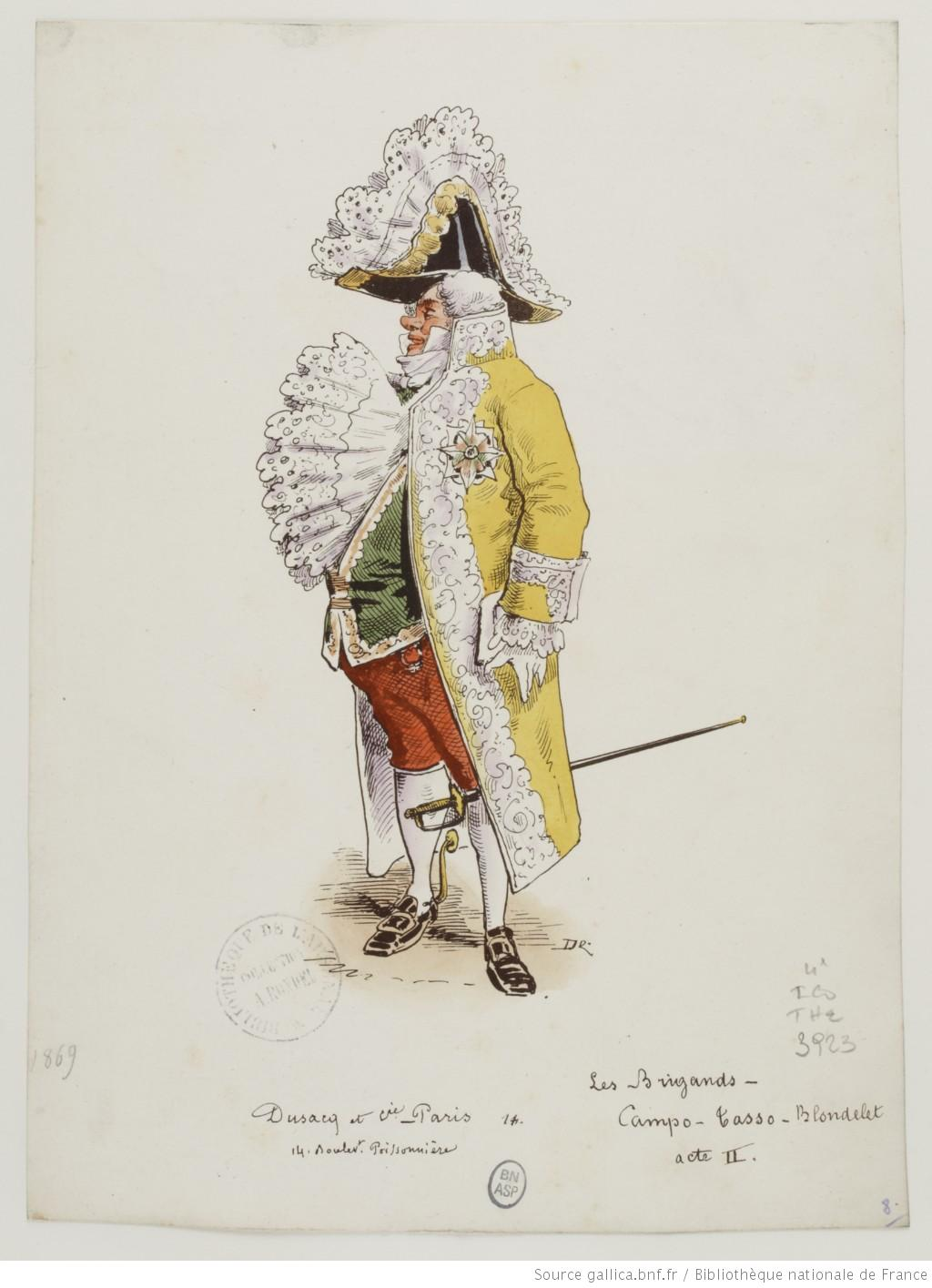
Costume de Campo-Tasso pour Les Brigands de Jacques Offenbach
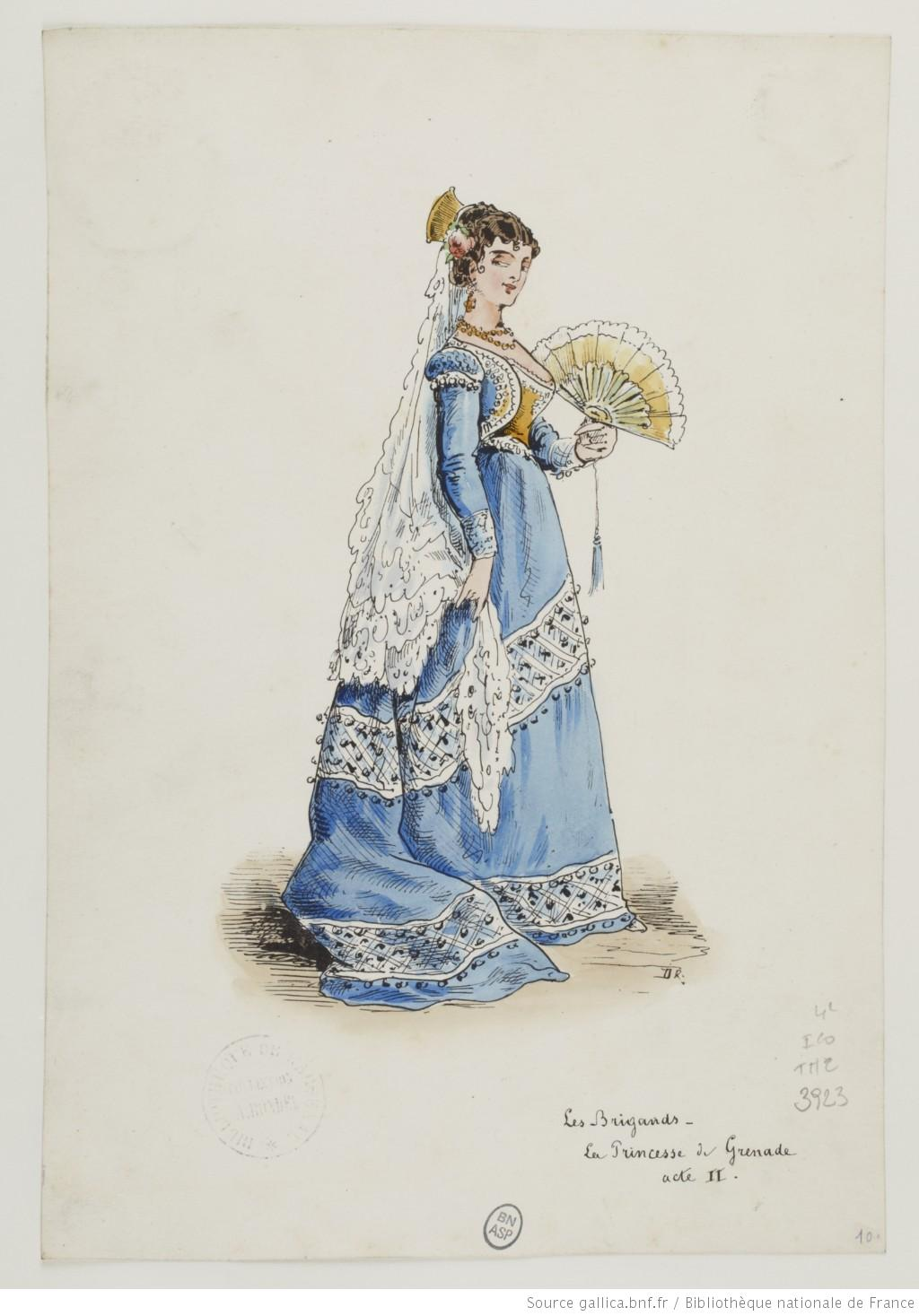
Costume de la Princesse de Grenade pour Les Brigands de Jacques Offenbach
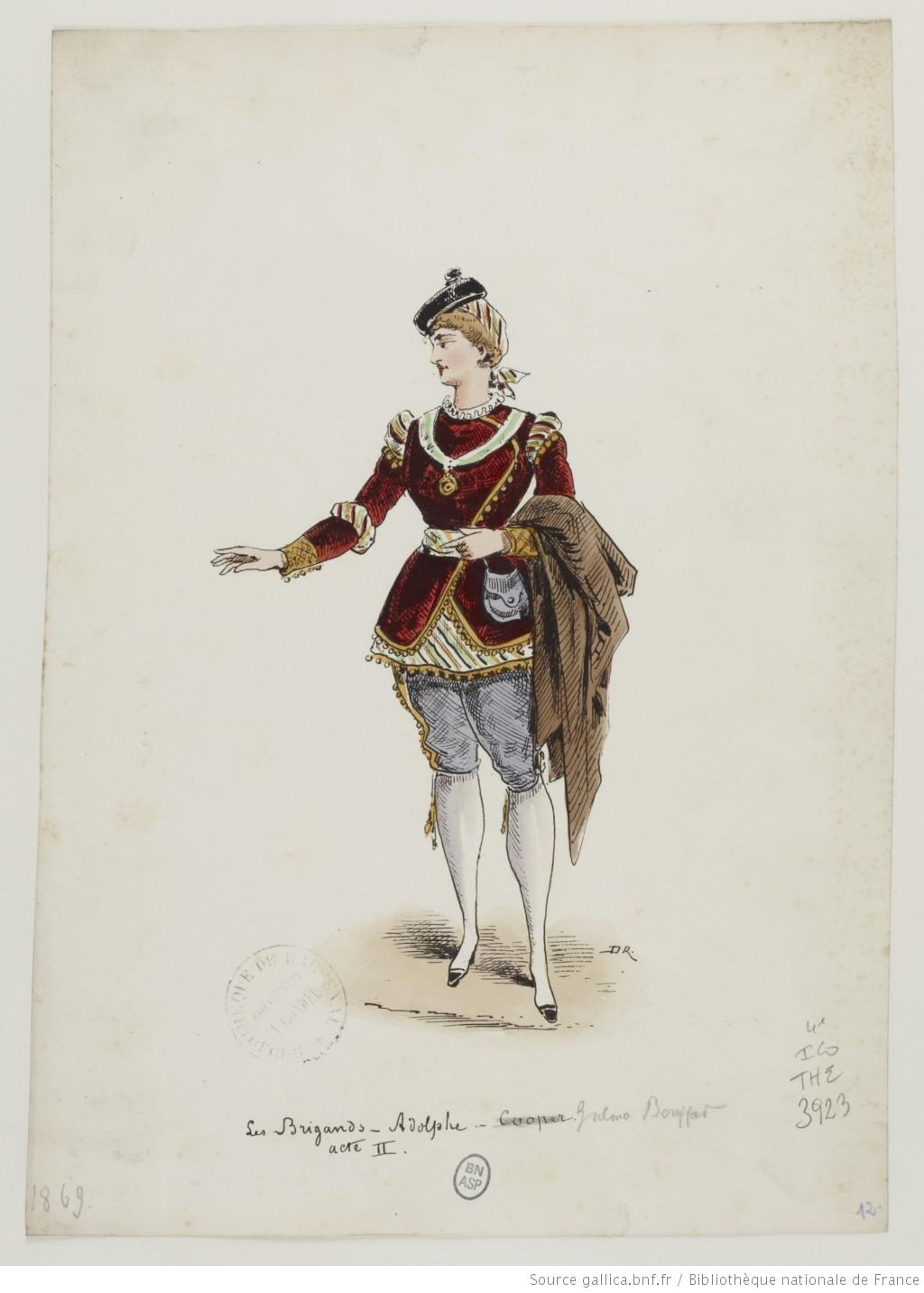
Costume d'Adolphe de Valladolid pour Les Brigands de Jacques Offenbach
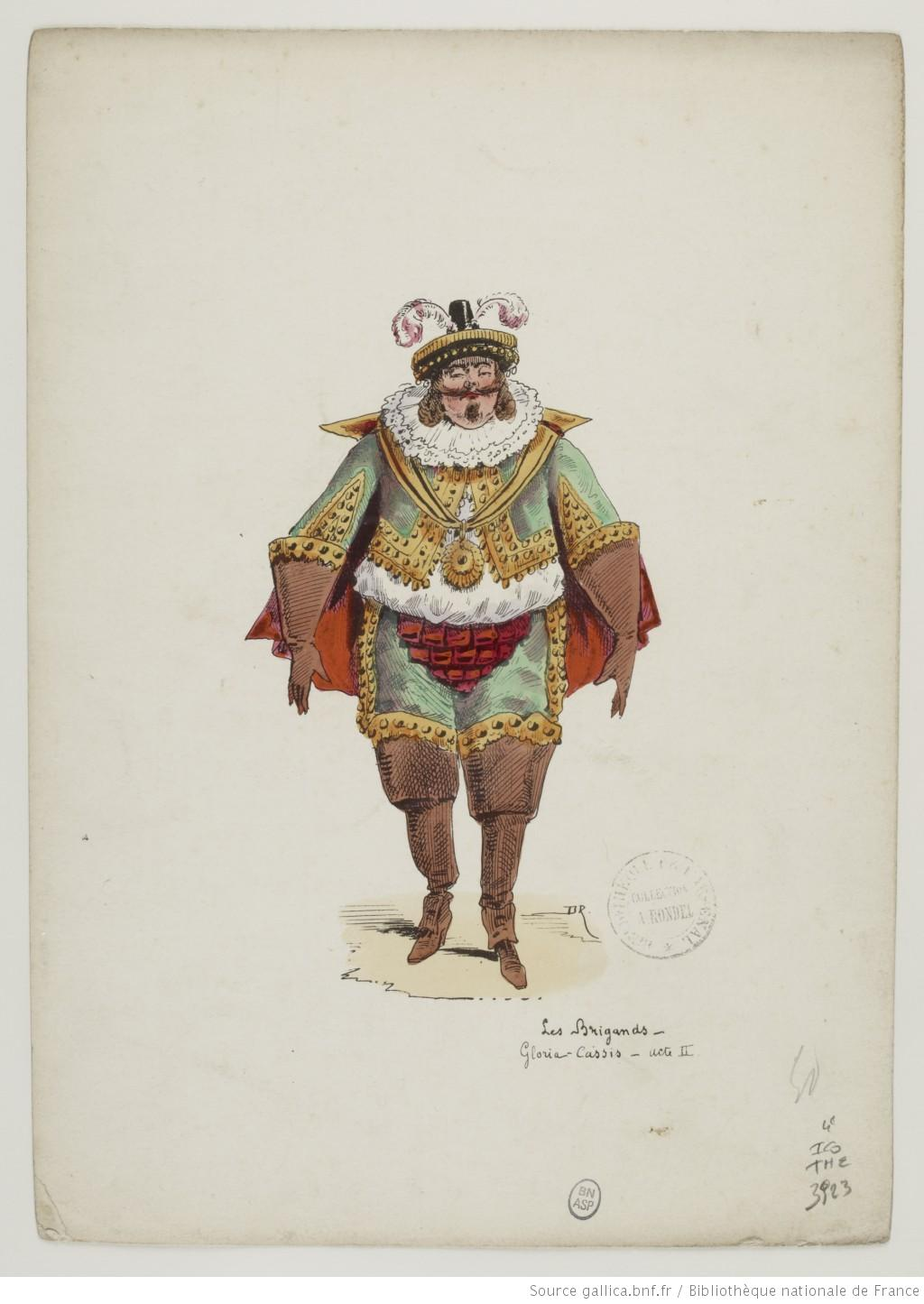
Costume de Gloria-Cassis pour Les Brigands de Jacques Offenbach
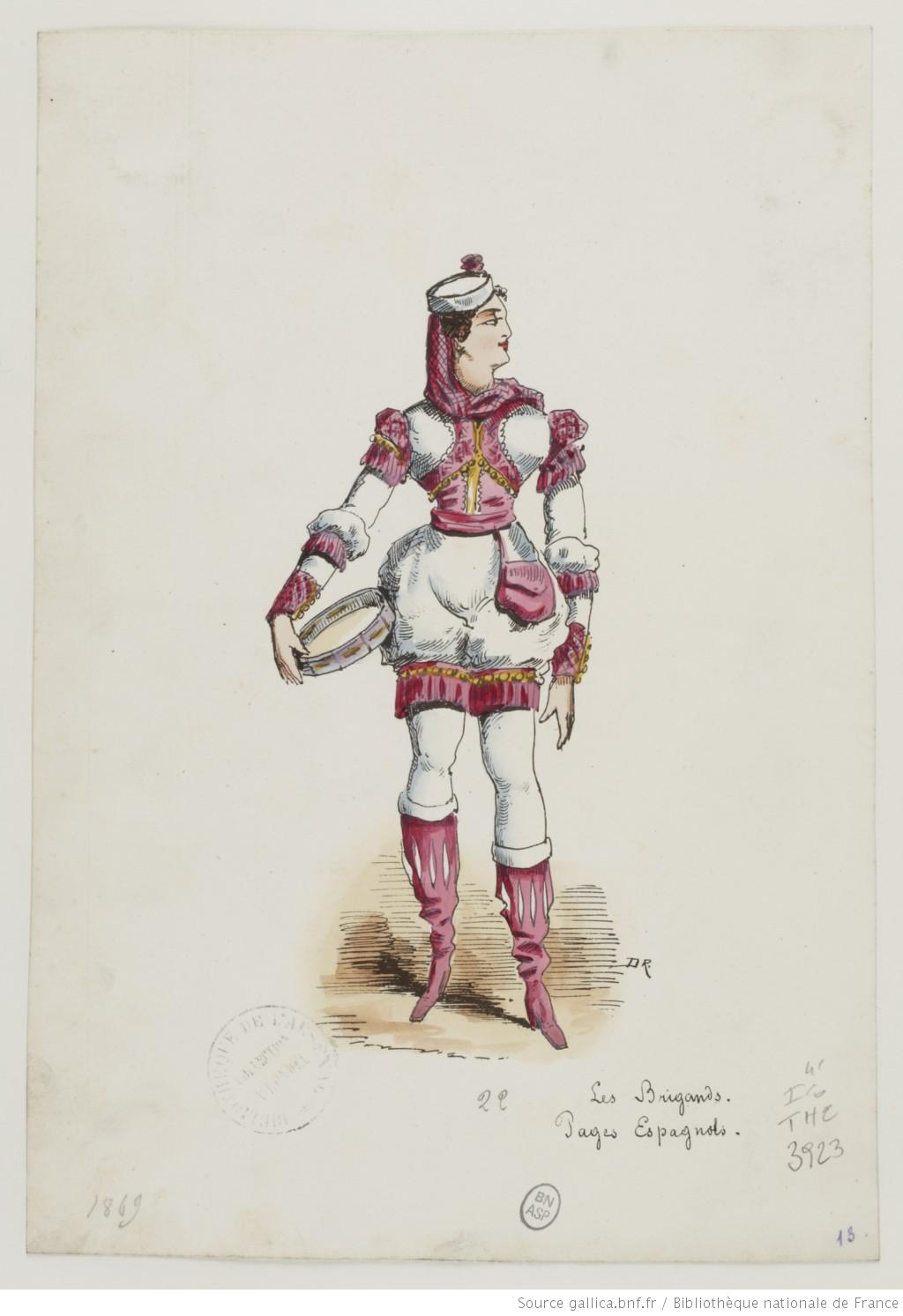
Costume des pages espagnols pour Les Brigands de Jacques Offenbach
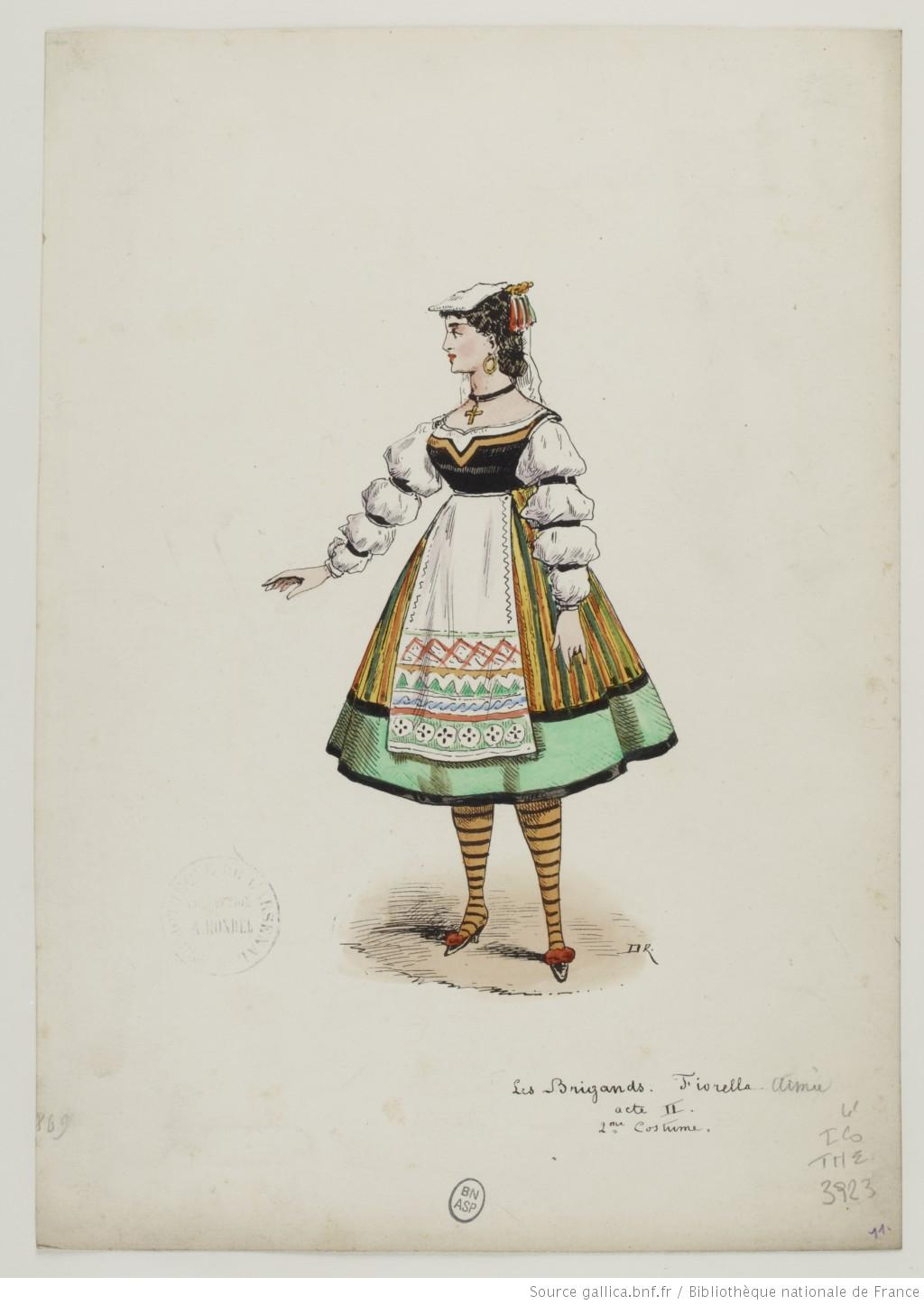
Costume de Fiorella pour Les Brigands de Jacques Offenbach
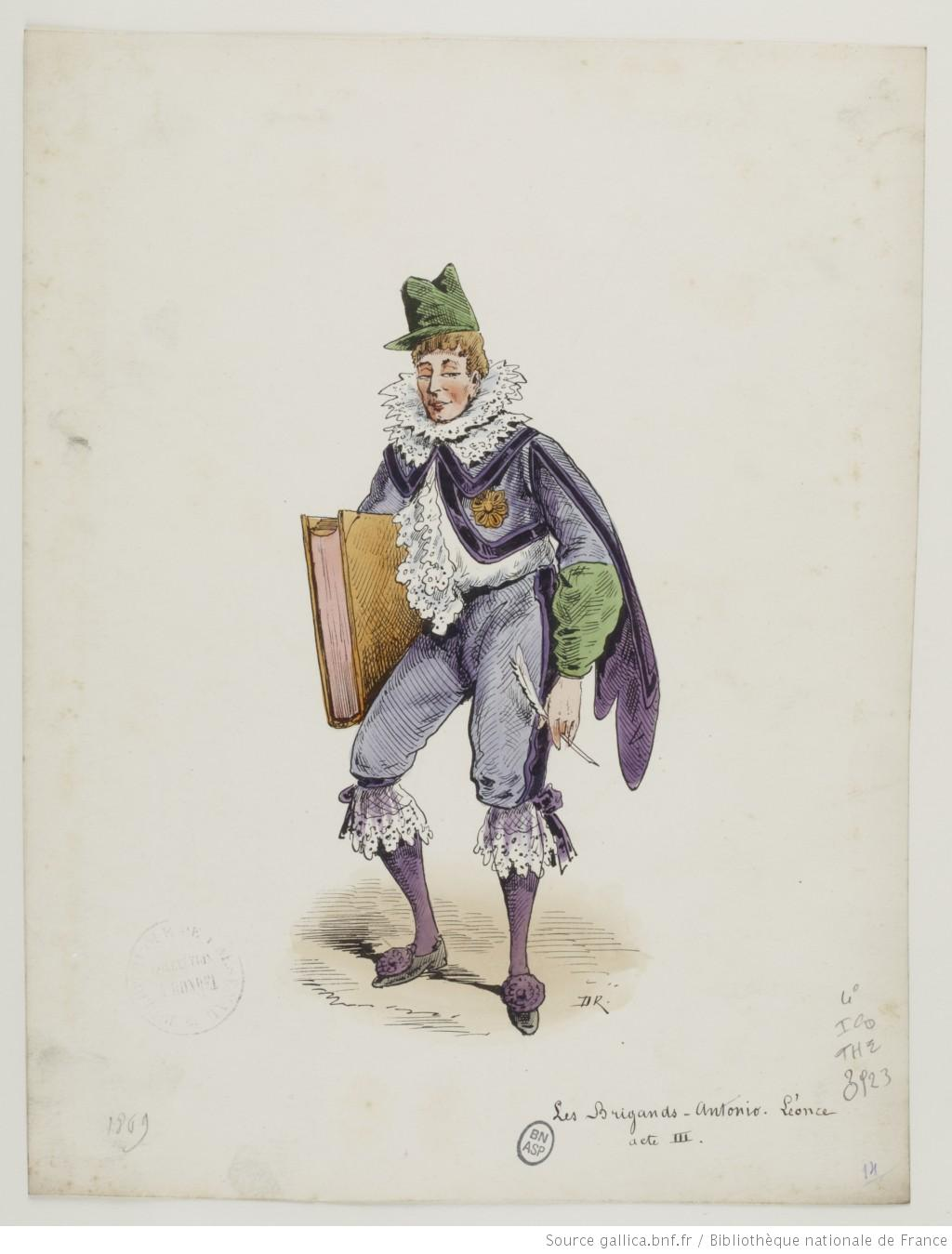
Costume d'Antonio pour Les Brigands de Jacques Offenbach

#### 1870-1871. Guerre et Commune
- Guerre et Commune. 1870-1871. Gardes nationaux volontaires, gardes mobiles...

#### Le Roi Carotte (1872)

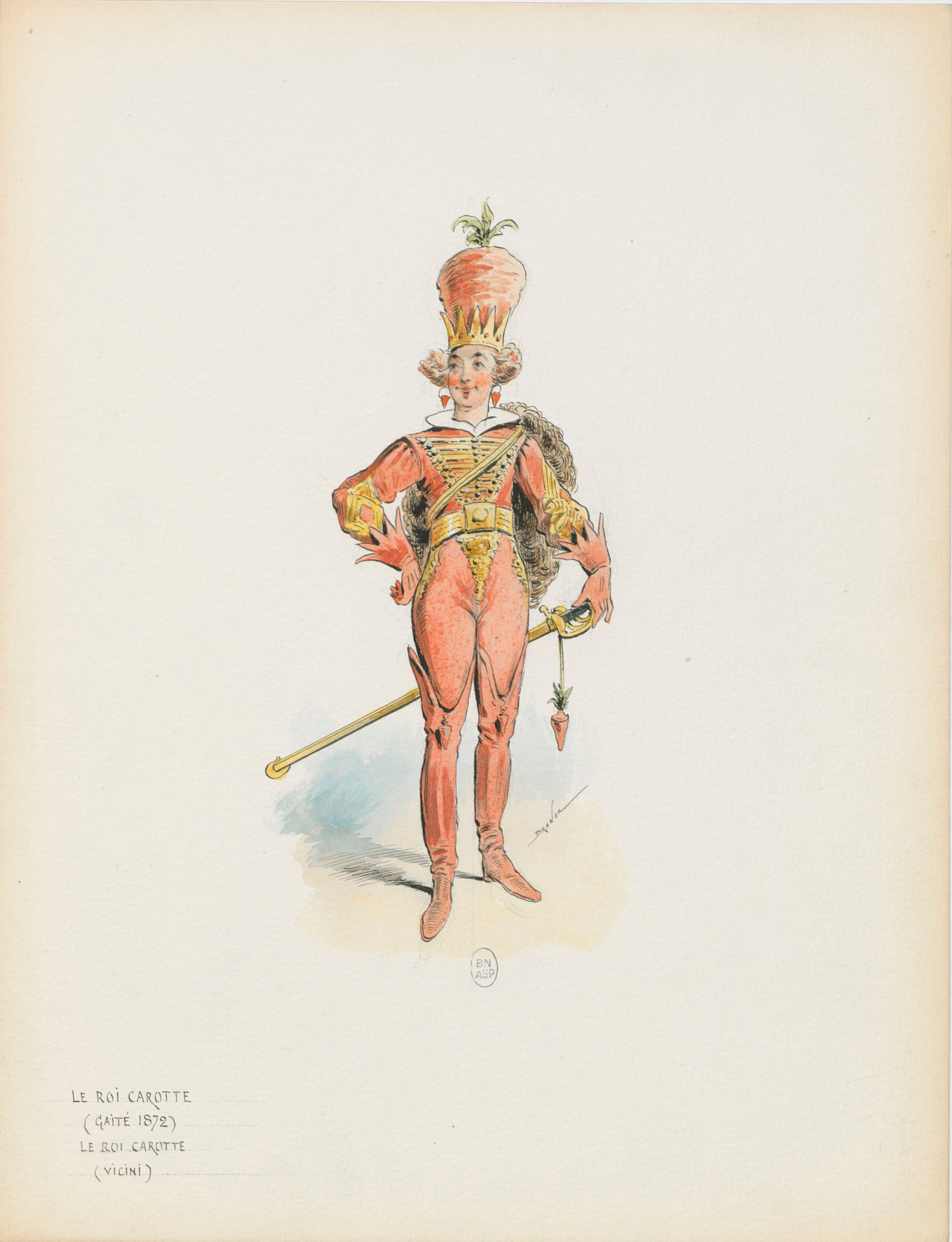
Costume du Roi Carotte pour Le Roi Carotte de Jacques Offenbach (1872)

#### La Boulangère a des écus (1875)

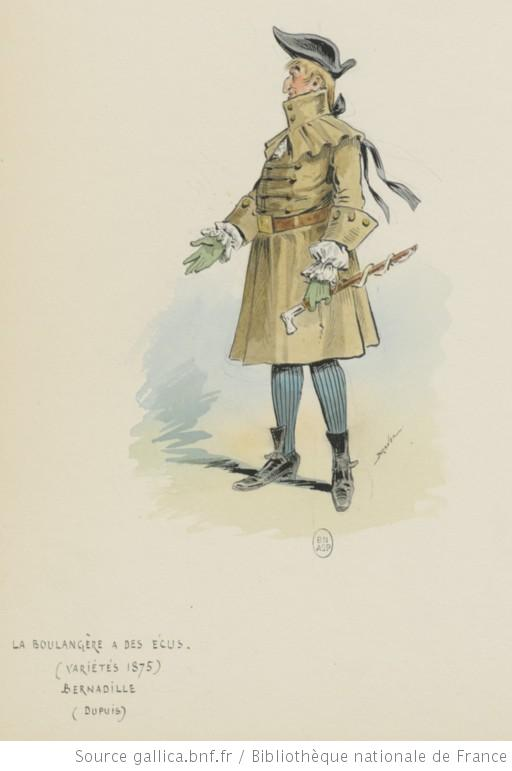
Costume de Bernadille pour La boulangère a des écus de Jacques Offenbach (1875)
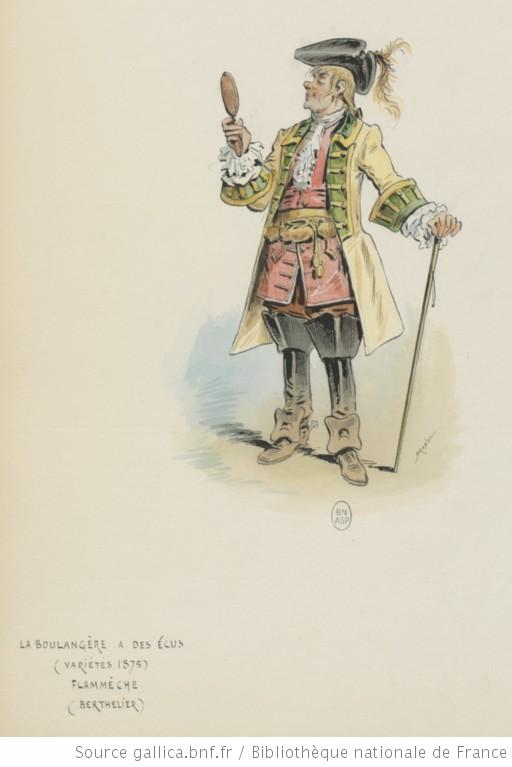
Costume de Flammèche pour La boulangère a des écus de Jacques Offenbach (1875)

#### Les Braconniers (1876)

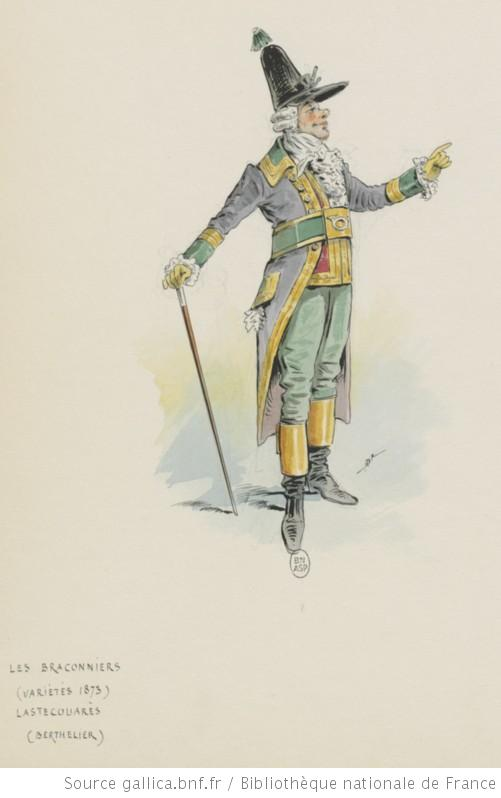
Costume de Lastécouères pour Les Braconniers de Jacques Offenbach (1876)
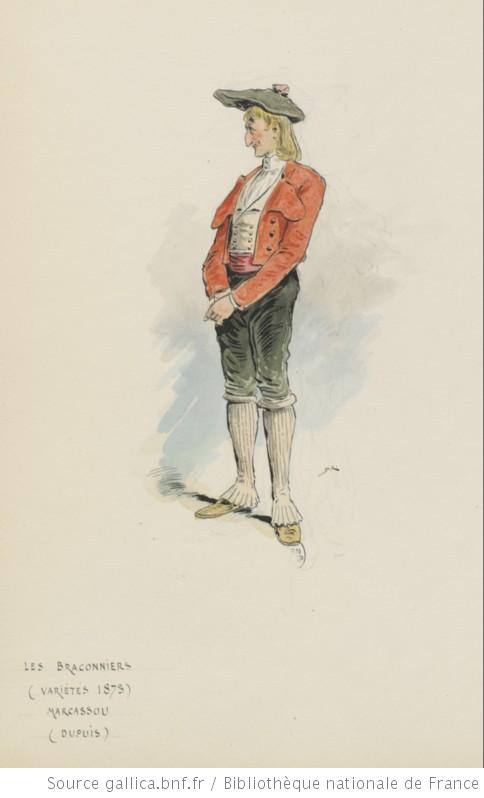
Costume de Marcassou pour Les Braconniers de Jacques Offenbach (1876)

#### Le Docteur Ox (1877)

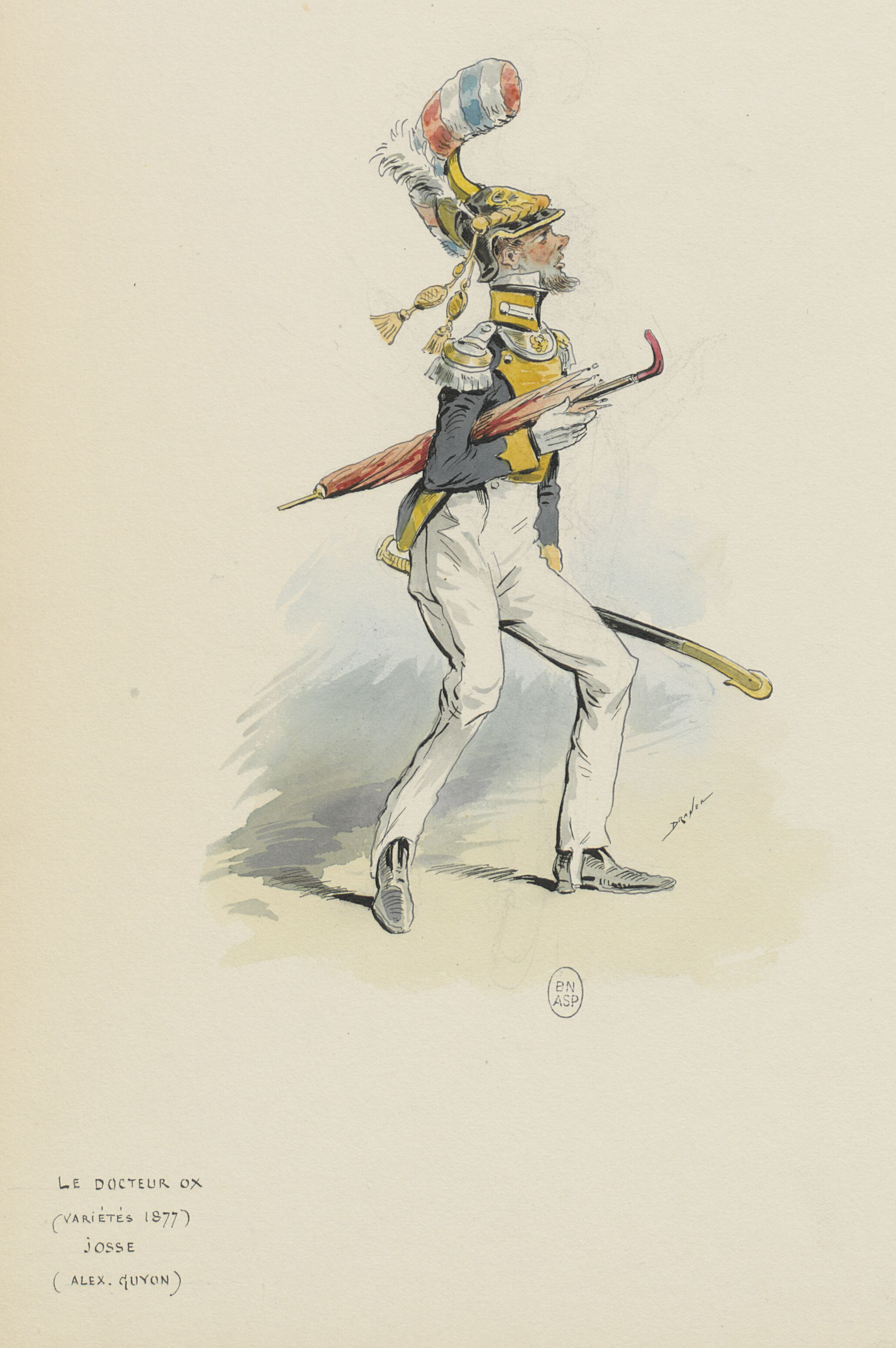
Costume de Josse pour Le Docteur Ox de Jacques Offenbach (1877)
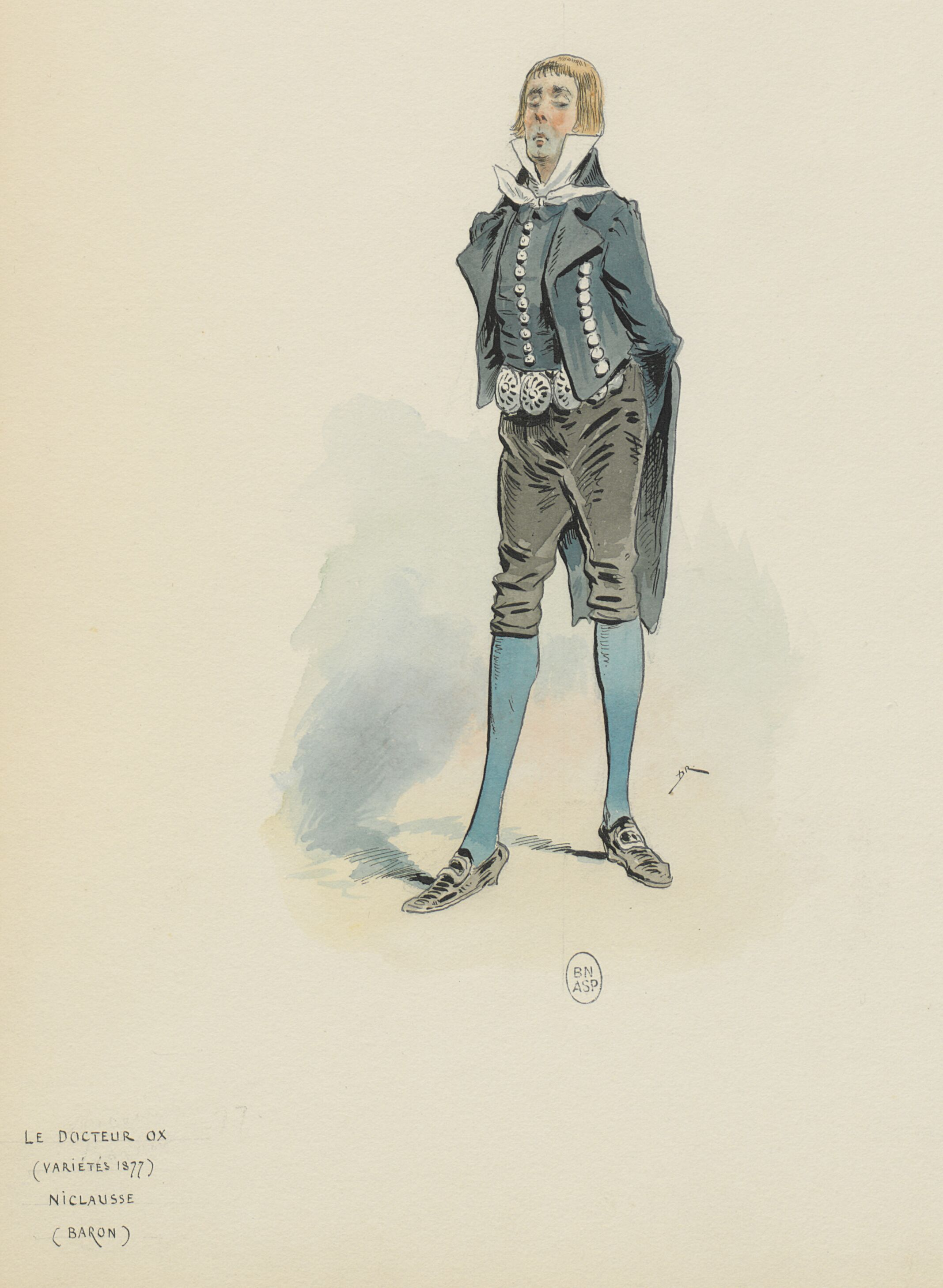
Costume de Niklauss pour Le Docteur Ox de Jacques Offenbach (1877)

### Types militaires

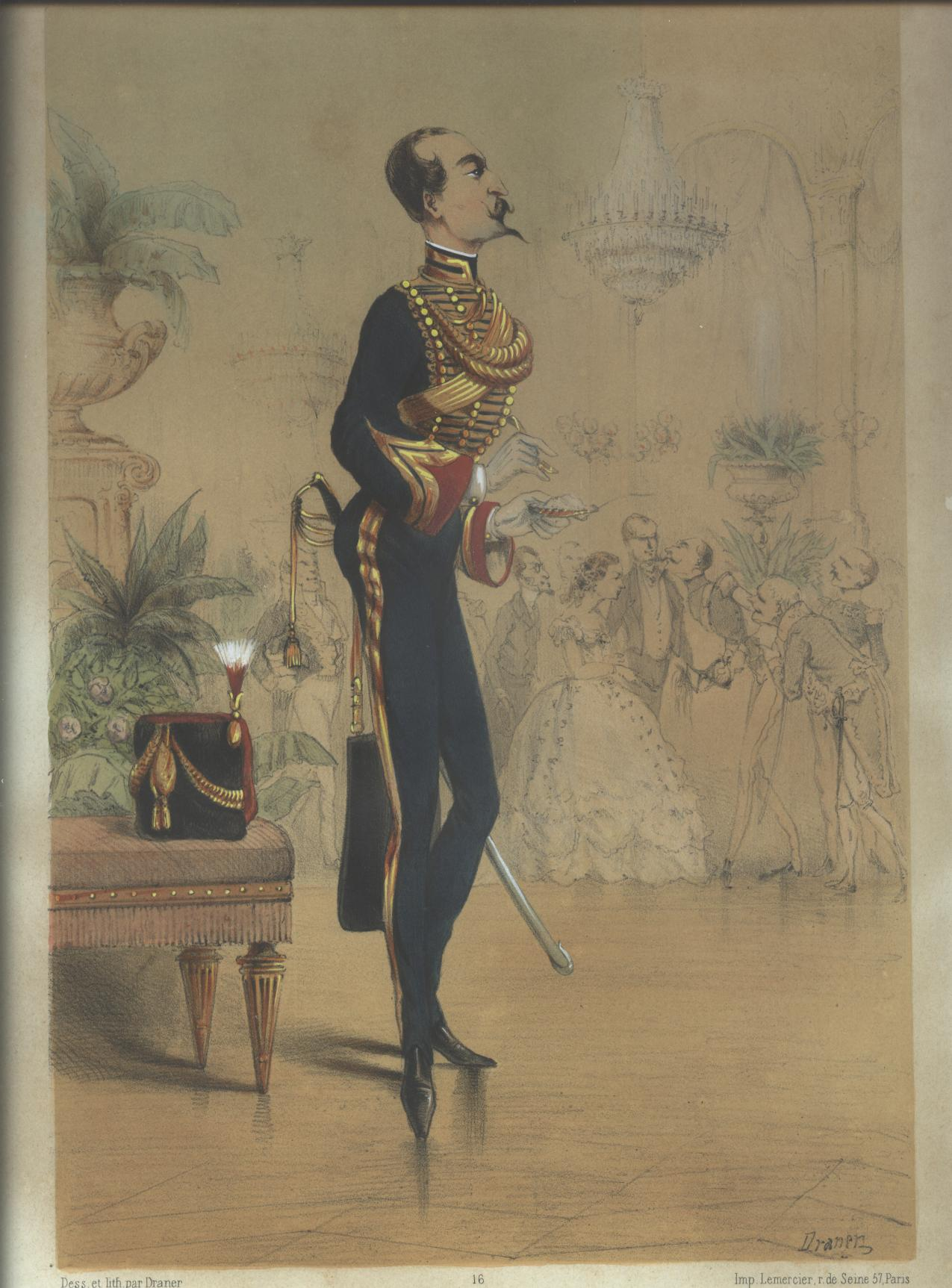
Artillerie de la Garde 1863
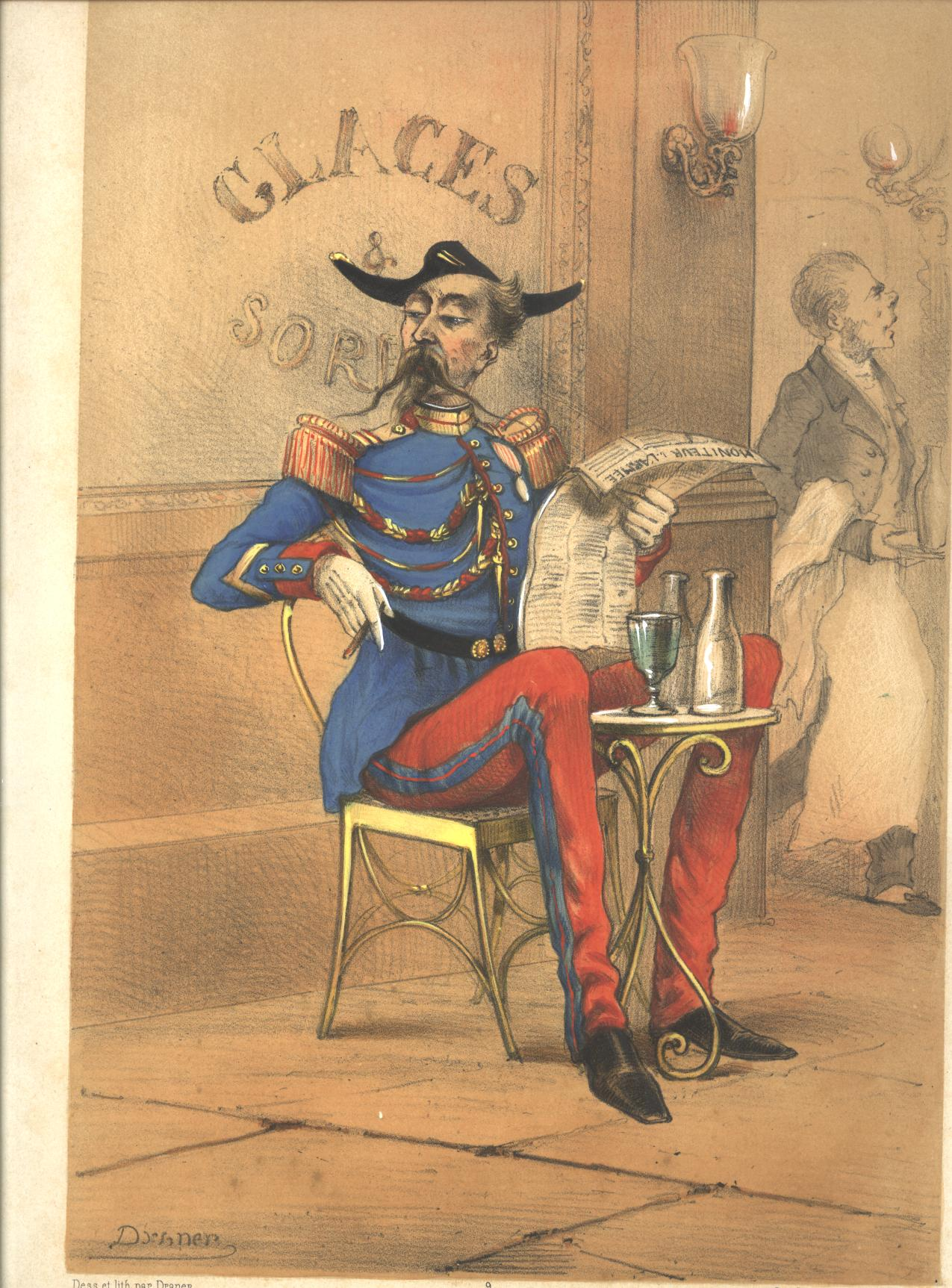
Cent-garde en tenue de ville

## Distinctions
- Chevalier de la Légion d'honneur